# ユダヤ系アメリカ人
ユダヤ系アメリカ人（ユダヤけいアメリカじん、英語: Jewish Americans、American Jews）は、ユダヤ人のアイデンティティを持つアメリカ合衆国の国民（ユダヤ人の定義についてはユダヤ人を参照）で、その大半は中欧・東欧から移民してきたアシュケナジムとその子孫である。セファルディム、ミズラヒムなどユダヤのマイノリティ民族も少なからず存在する。多くのユダヤ人コミュニティはその独自性を今尚保持しており、その宗教のみならず他のヨーロッパ系とは異なる文化を形成している。
2007年時点で、アメリカ合衆国はイスラエルに次ぐ（統計によっては最大の）ユダヤ人居住国家であり、約512万8千人を数える。アメリカ全人口の約1.7％を占める（統計によっては644万4000人というデータも存在し、この場合の人口比は2.2％になる）。ちなみに2007年のユダヤの本拠地イスラエルにおけるユダヤ人人口は543万5800人、で全イスラエル人口の75.7％を占めている。

## 歴史

### アメリカ東部

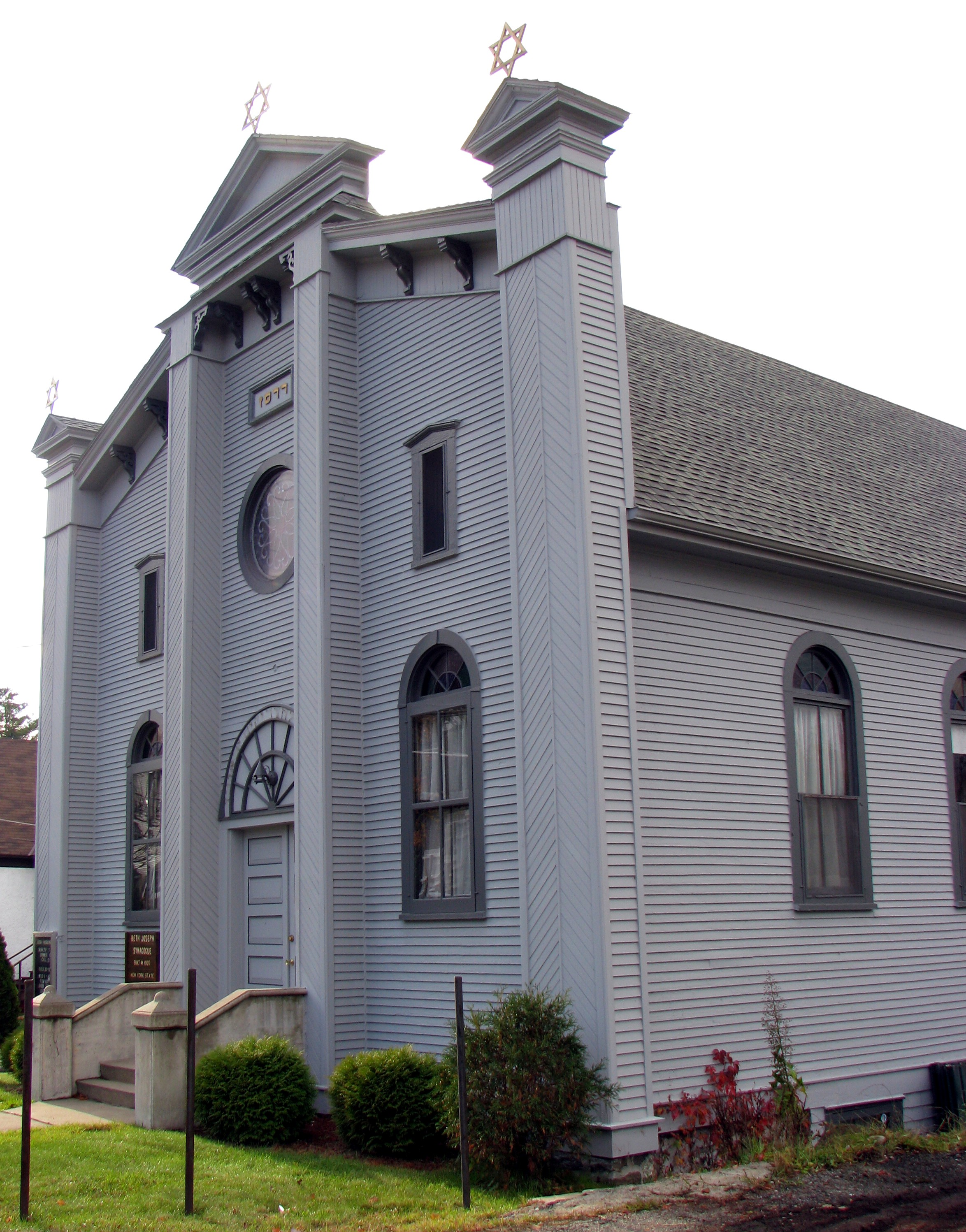
ニューヨークのシナゴーグ

アメリカ合衆国におけるユダヤ人の歴史は17世紀初頭より続いており、この時代のユダヤ人はスペインやポルトガルから移民してきたセファルディムが多かった。およそ1830年まではサウスカロライナ州チャールストンに集中していた。ユダヤ人の大量移民は19世紀まではほとんどなく、19世紀中盤になりアシュケナージがドイツより移民を開始しアメリカで商人や小売業に従事した。1880年には約25万人のユダヤ人がアメリカにいたと推測され、ドイツ系は教養があり世俗的（信仰心の薄い）なユダヤ人であった。新ユダヤ人移民が増大したが古参者のセファルディムも依然として影響力を持ち続けた。
東欧におけるユダヤ人迫害の風潮が高まった1880年代になるとアメリカへの移民は劇的に増え、彼らのほとんどはロシア帝国や現在のポーランド、リトアニア、ベラルーシ、モルドバなどの地域に住んでいた貧しい田舎出身のイディッシュ語を使うアシュケナージだった。19世紀後半から200万人超のユダヤ人が移民し、1924年に排日移民法などで移民規制が厳しくなるまで続いた。多くはニューヨーク市とその都市圏に居を構え現在に至る最大のユダヤ人コミュニティが形成された。
20世紀初頭に新たに移民してきたユダヤ人は小さなシナゴーグなどをサポートするためのネットワークを構築。またユダヤ人作家の活動によりアメリカでの生活に溶け込むことができた。第二次世界大戦では50万人（18歳から50歳までのユダヤ人男性の約半数）が徴兵された。戦争後はアメリカの新しいトレンドとなった郊外移住に便乗した結果、ユダヤ人同士が結婚し家庭を持つ比率も高まりユダヤの信仰心も回復した。ユダヤ系の学校の入学者は戦後から1950年代半ばまでに倍になりシナゴーグへの通う人も1930年代の20％から1960年には60％にまで上昇した。近年ではキューバ、ベネズエラ、イラン、北部アフリカ、旧ソ連など様々な国からユダヤ人が移民してきており、彼らもアメリカのユダヤ人コミュニティに溶け込み生活をしている。

### アメリカ中西部

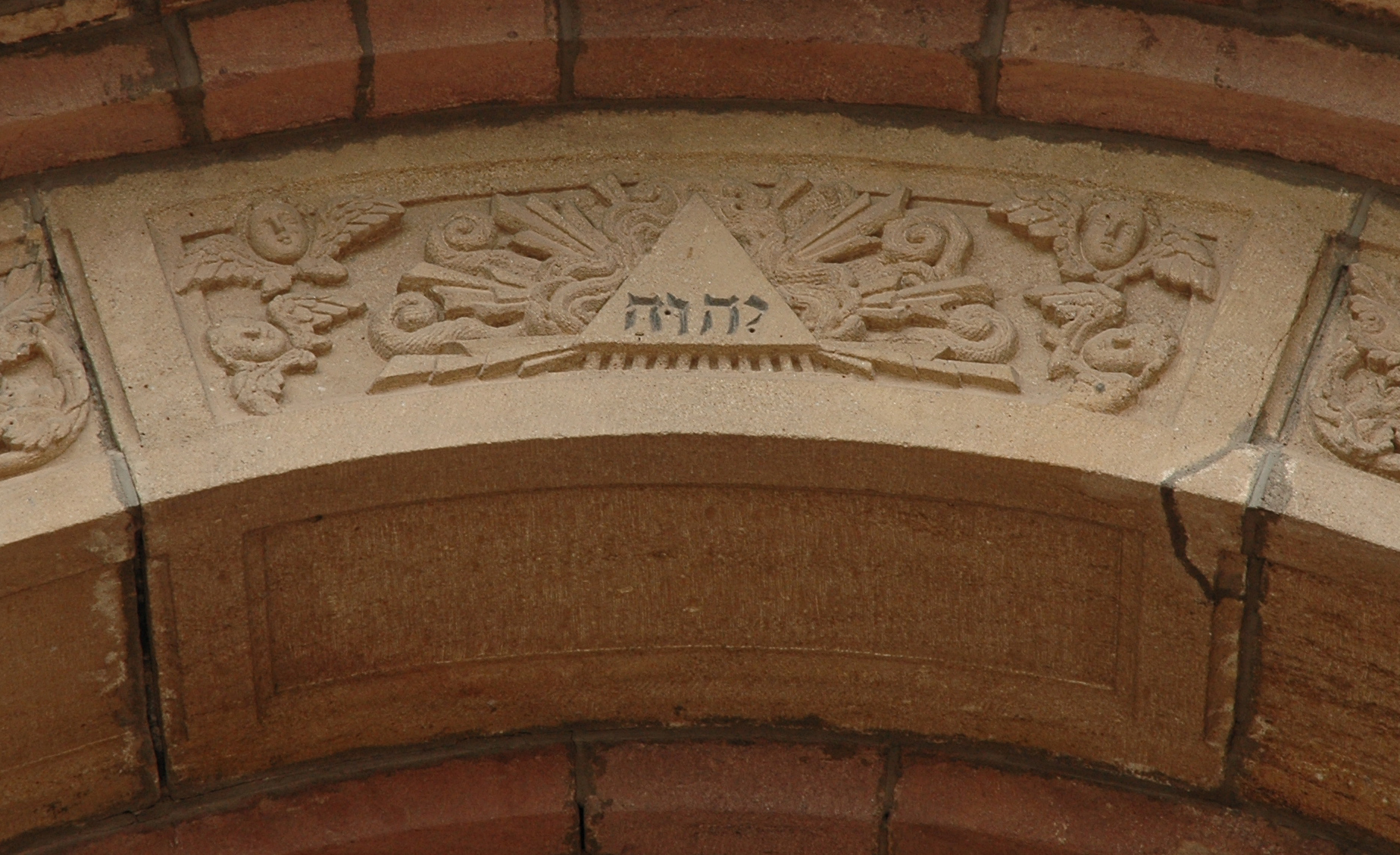
サンタ・フェ大聖堂のキーストーン

ヨーロッパからメキシコに多くのセファルディムが迫害を逃れて移住していたが、メキシコでも異端審問の嵐が吹き荒れ、多くのユダヤ系が中西部に北上した。また西部開拓として東海岸からいくつものトレイルを西へと向かい、アシュケナディム系商人たちが多く交易所 (trading post) の繁栄を担った。1846年にサンタフェで交易所をひらいたシュピーゲルバーグ兄弟 (Spiegelberg Brothers) は、財閥となり地域に貢献した。このようにして西部開拓時代から今日に至るまで、例えばニューメキシコ州のサンタフェ やタオス は、東西と南北が交差するユダヤ系コミュニティーの安住の地ともなった。サンタフェ大聖堂 (聖フランシス大聖堂) のキーストーンにヘブライ語が刻まれているのは貢献した地元ユダヤ商人達への感謝のしるしと言われている。
中西部にはカトリックなどに改宗してはいるがユダヤ的な伝統をまもってきたクリプトユダヤ (crypt Jews) とよばれるコミュニティーが一定数あり、カトリックとユダヤ教が融合したシンクレティズム的な伝統、あるいはカトリックだがなぜか代々ブタ肉は食べなかった等、ユダヤ系ヒスパニックが多く存在しているが、より正確な民族誌学的研究が必要という批判もあり、論争となっている。
ニューヨークのユダヤ系マフィアで、アシュケナージ系のマイヤー・ランスキーとベンジャミン・シーゲルは西部に賭博の街ラスベガスを創設し、「埃っぽく眠たい」砂漠の街をカジノの街に変貌させた。

### アメリカ西部
忘れられがちなことではあるが、西部開拓には多くのユダヤ人の働きがあった。中西部における交易所を足場に、ビジネスの新天地を求めて東部のユダヤ人たちは活路をもとめ西へ西へとフロンティアの歩みを進めた。リーバイ・ストラウスという一人のユダヤ人は、ドイツのバイエルンからニューヨークへ行き繊維卸売りとなる。そしてケンタッキー州からミズーリ州セントルイスを経てゴールドラッシュに沸くカリフォルニアに移住、ジーンズを「発明」し、リーバイスというブランドを作り出した。多くのユダヤ人フロンティア (Frontier Jews) が交易、鉱山、繊維、金融、政治の現場で活躍した。

### アイデンティティ
19世紀後半から20世紀初頭にかけてのユダヤ系アメリカ人のセルフ・アイデンティティは、ユダヤは「人種」ではなく「民族」である、という概念へと変化していった（事実ユダヤ人とは人種ではない）。この変化に大きな影響をもたらしたのが1915年から25年まで発行された「メノーラー・ジャーナル」という雑誌で、編集者たちはユダヤの人種的、宗教的側面よりも民族性を強調し、薄れつつあったユダヤ独自の「文化」を再認識させる形となった。哲学者のホレイス・カレンによってこの"メノラ・ムーブメント"は洗練された形となり、ユダヤ人を形成する概念から完全に「人種」という要素を排除することとなった。
民俗学では彼らの文化をその歴史や芸術などに照らし合わせ、ユダヤ文化が絶滅したり激変したりせずに現存するにいたるのかを研究している。多くのユダヤ人移民は決して敬虔だったとはいえず、むしろ新しい環境と文化に溶け込むことに抵抗を見せなかった。しかし一民族としての自己意識（もしくは集団意識）は彼らの生活に活力を与え、ユダヤ人とアメリカ人という異なるアイデンティティを同時共有せねばならなかった彼らにとってユダヤのアイデンティティの喪失は、全ての文化を破棄するに近いものだった。第二次世界大戦中のホロコーストと第三次中東戦争後、ユダヤ人国家であるイスラエルの建国、そして存続はユダヤ人のアイデンティティをより強いものとした。

### 政治

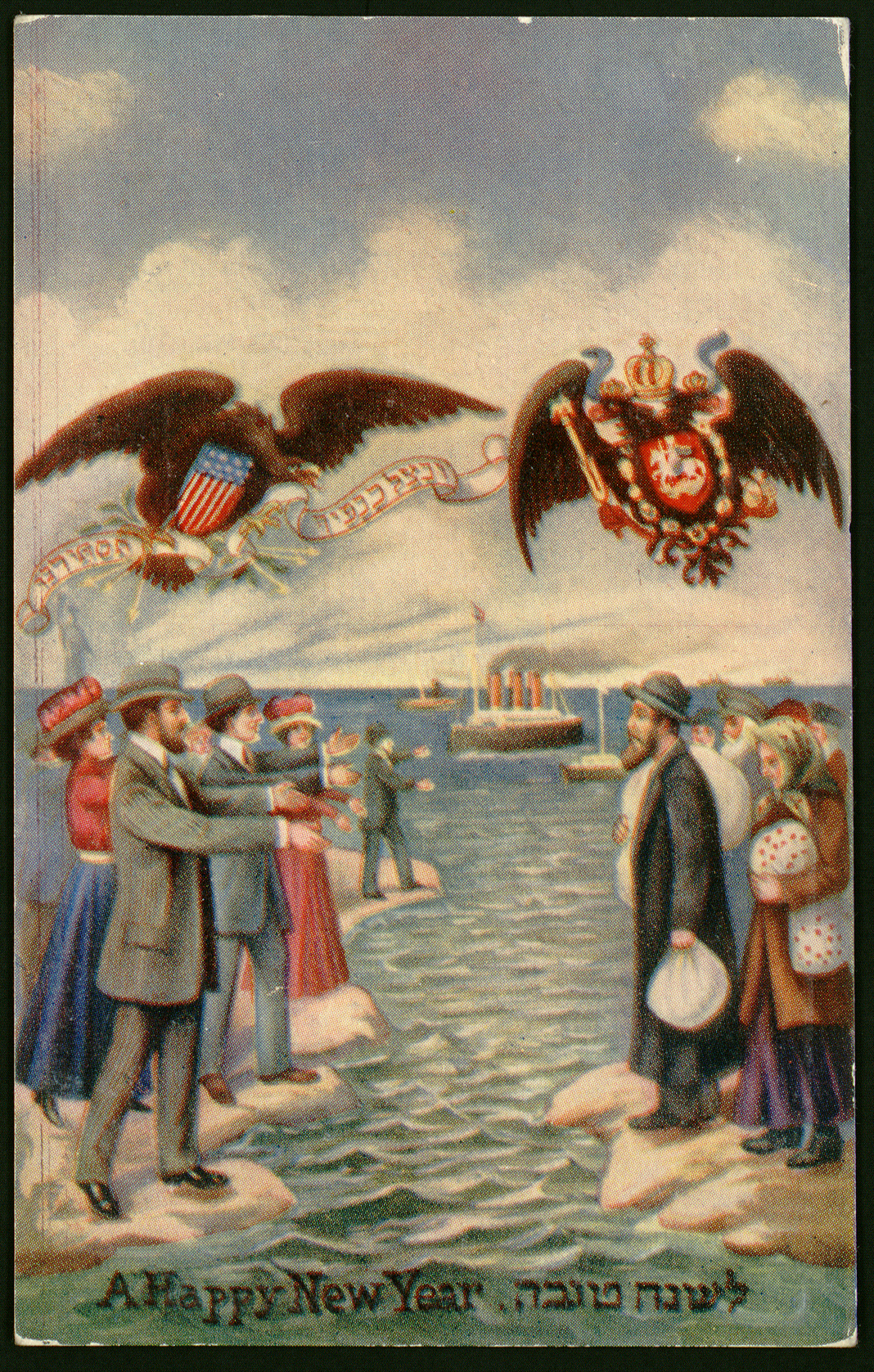
ロシア帝国のポグロムにより1881年から1924年にかけてユダヤ人は大西洋を渡った。

ドイツからの初期のユダヤ人移民の政治観は保守的であった一方、1880年代前半から始まった東欧出身のユダヤ人はリベラルで左翼が多く、やがてアメリカ政治の舞台で頭角を現し始めた。東欧系のユダヤ人はヨーロッパで社会主義やアナキズム、リトアニア・ポーランド・ロシア・ユダヤ人労働者総同盟などを経験しており20世紀初頭よりアメリカの労働者ムーヴメントのリーダーシップを取る存在にまでになった。彼らは組合組織を発足させ1936年以後の民主党で左翼思想を牽引した。
19世紀後半のユダヤ人たちは共和党の政策に傾倒していたが、おおよそ1916年以後は民主党支持派が急増した。同年に大統領に選出された民主党候補のウッドロウ・ウィルソンはユダヤ人票の55％を獲得している。1940年、44年、48年の大統領選では両党共にユダヤ人国家のサポートを掲げていたのにもかかわらず実に90％もが共和党政権を拒否し民主党のフランクリン・ルーズベルトやハリー・S・トルーマンを支持した。1952年から56年にかけては約60％が民主党のアドレー・スティーブンソンを支持、40％が共和党のドワイト・D・アイゼンハワーを支持した。これは1920年の共和党候補で後の大統領ウォレン・ハーディングが43％の支持を得て以来の高水準だった。1960年には共和党リチャード・ニクソンに反対し83％もが民主党でカトリックのジョン・F・ケネディを支持。1964年には90％が民主党リンドン・ジョンソンを支持。この時の共和党候補バリー・ゴールドウォーターはプロテスタントではあったが父方の祖父母の血縁はユダヤ系であった。民主党候補ヒューバート・H・ハンフリーは1968年の選挙で68％のユダヤ人票を獲得したが、結果共和党リチャード・ニクソンに敗れた。ユダヤ人の共和党に対する支持はこれ以後は加熱しなかった。1972年のニクソンの2度目の大統領選では競合のジョージ・マクガヴァンにも注目が集まったがユダヤ人の民主党支持は65％に留まり、ニクソン率いる共和党は通常値の2倍近い35％の支持を得ることとなった。1976年には民主党ジミー・カーターを71％が支持、この時の現職大統領共和党ジェラルド・フォードを27％が支持。しかし1980年のカーターの再大統領選ではユダヤ人の民主党支持はわずか45％と下降線となり共闘のロナルド・レーガンに39％が流れ、無所属のジョン・アンダーソンに14％が流れた。1984年のレーガンの再大統領選では共和党に31％が、民主党のウォルター・モンデール候補に67％が流れた。

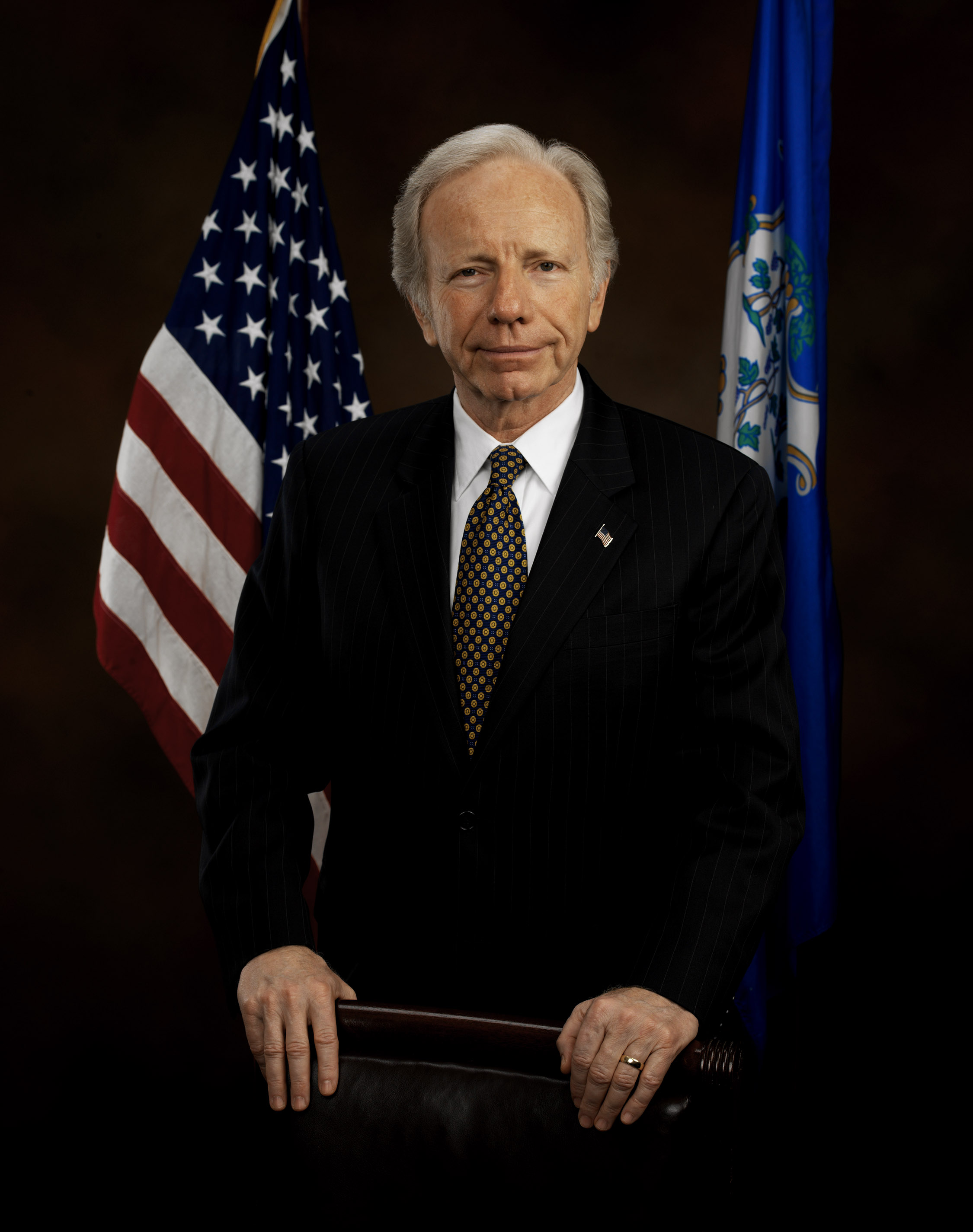
J・リーバーマン元副大統領候補

1988年には民主党マイケル・デュカキスに64％が、共和党ジョージ・H・W・ブッシュに35％が流れた。ブッシュは高支持を集めたが92年の彼の再大統領選では11％にまで急落、80％が民主党ビル・クリントンに、9％が無所属のロス・ペローに周った。96年のクリントン再選の時まで78％と高支持であり16％が共和党ボブ・ドールに3％がペローに流れた。2000年と2004年の大統領選では民主党候補でカトリックのアル・ゴア、ジョン・ケリーは70％台のユダヤ人支持を獲得、一方共和党ジョージ・W・ブッシュの支持は2000年の19％から04年には24％と緩い上昇を見せた。2000年のゴア候補の副大統領候補に選ばれたジョー・リーバーマンは、自らの信仰と出自を公表しているユダヤ人として初めて大統領選に打って出た（アメリカの大統領選は大統領候補と副大統領候補がペアで出馬する）。2008年の大統領選では初の黒人大統領で民主党のバラク・オバマを78％が支持。この時、白人系プロテスタントは34％、白人系カトリックは47％しかオバマ支持ではなかったが白人系ユダヤ人に限っては83％もがオバマを支持した（その他の宗教を信仰する67％が、無宗教の71％がオバマを支持）。
連邦議員選挙では1968年以降70から80％のユダヤ人は民主党を支持。2006年の選挙では83％まで上昇した。現在、100人の上院議員のうち14人がユダヤ人で、そのうち12人が民主党（ラス・ファインゴールド、ダイアン・ファインスタイン、アル・フランケン、アーレン・スペクターなど）無所属が2人（ジョー・リーバーマンなど）で二人とも民主党の執行委員を務める。ウィスコンシンとカリフォルニアの2州がそれぞれ2人のユダヤ人上院議員を輩出している。全435人の下院には30人のユダヤ人議員がおり、そのうち29人は民主党、1人が共和党である。2008年11月、唯一の共和党所属のユダヤ人議員のエリック・カンターはユダヤ人共和党下院議員初のハウスマイノリティーの幹事に就任した。

### 公民権

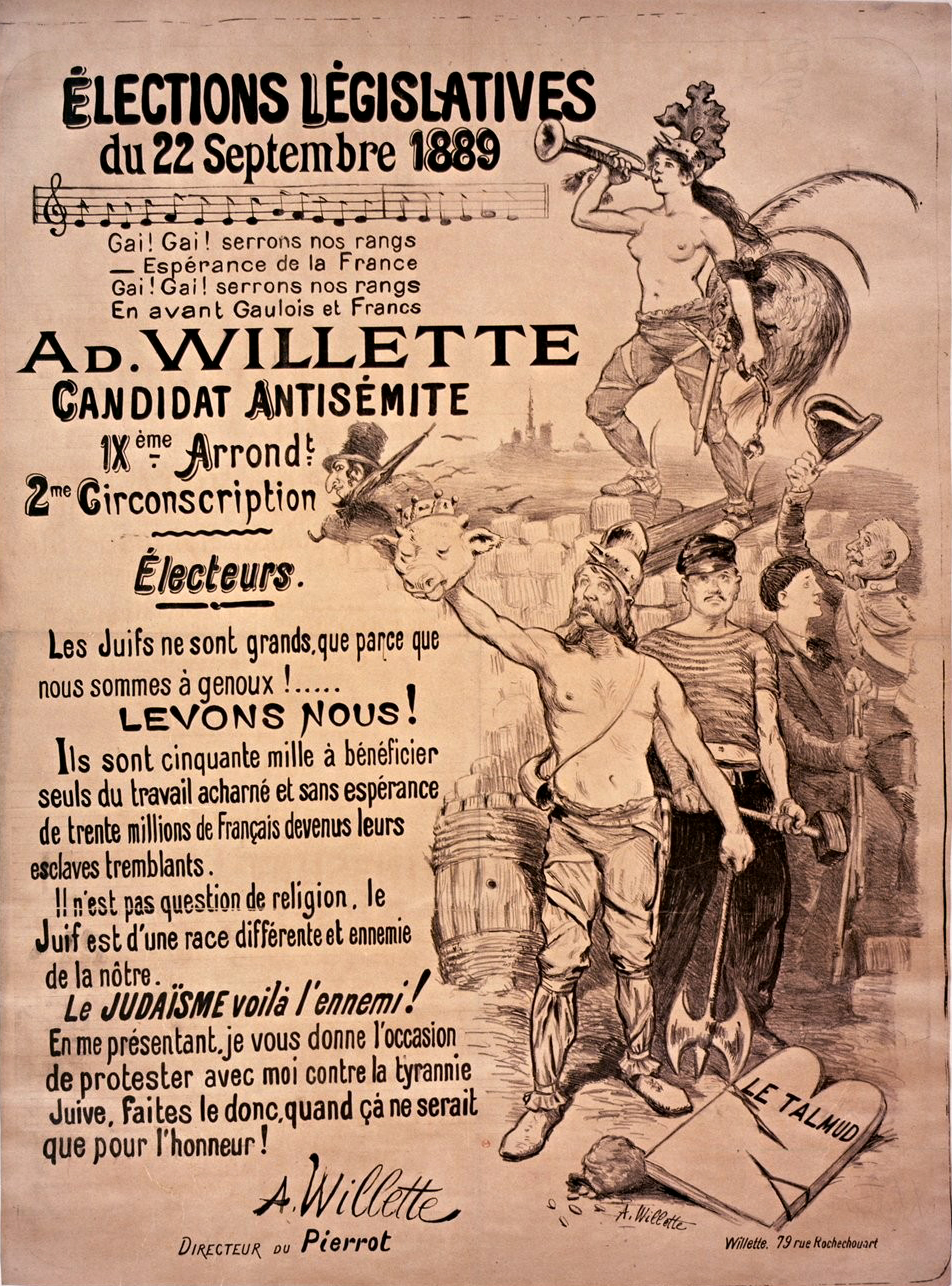
反ユダヤ主義：「ユダヤ教は敵だ」と書かれたフランスの選挙用ポスター

ユダヤ系アメリカ人のグループは彼らに対する偏見や差別に対し非常にアクティブで、その他にも公民権運動に代表される黒人差別や女性差別、労働運動などにも積極的に参加している。歴史的に差別を被ってきたユダヤ人であるからこそ他の被差別人種、民族に対してのシンパシーが強いとされている。ユダヤ系アメリカ人コングレスの代表者であったプリンツは1963年8月28日のワシントン大行進の演壇にて以下のようなスピーチを行った「数千ものユダヤ人たちが卑劣な差別に対し立ち向かってきた。我々が受けた差別には2つあり、一つは我々の精神（スピリット）に対して、そしてもう一つは我々の歴史に対してだ。3500年におよびユダヤ人は差別を被ってきた。我々の歴史は奴隷であったことに始まり、自由（フリーダム）を切望した。中世の時代より我々の祖先は数千年に渡りヨーロッパのゲットーで生活を営んできた。これは我々ユダヤ人が黒人の人々に対する差別にシンパシーを持ち、サポートするきっかけになる一つの理由である。今こそ我々のアイデンティティを確立させ、この悲惨な歴史の元一致団結すべき時である。」

### ホロコースト
第二次世界大戦が勃発するとユダヤ系アメリカ人のコミュニティはその思想により大きく分断され共通の戦争観を持つことは無かった。東欧系ユダヤ人の多くはシオニズムを支持し、ユダヤ人国家の建国こそがナチスに台頭に対する唯一の解決策であると信じていた。一方、ドイツ系ユダヤ人はナチスの危機を感じてはいたもののシオニズムに関しては軽蔑的であった。多くの指導者達はユダヤ人国家の建国やユダヤ人軍の結成に対し、ユダヤ人の社会的身分は低くあるべき、と考えるアメリカ人からの反発が出ることを懸念した。戦争が終盤に近づくと全員ではないが多くのユダヤ人指導者がシオニズム支持の方向で結束を見せ始めた。

ユダヤ人のイスラエルへの移民数の変移。シオニズムは1948年の建国以前の政治運動であり、建国後10年間はユダヤ人の大量移民が続いた。

ホロコーストが起こってもアメリカのメディアはその実状を報道することは無かった。それはニューヨーク・タイムズの経営者シュルツバーガーの反シオニズム思想から来るものであった（ユダヤ人がヨーロッパで酷い仕打ちにあっていると国民が知ればシオニズム賛同派が増えかねない）。ユダヤをただの宗教（「人」ではない）としたうえで、ヨーロッパのユダヤ人に関しては「難民問題」と位置づけ、アメリカで最も影響力のある新聞であるのにもかかわらずユダヤ迫害の記事は編集され一部分のみしか紙面に載らなかった。彼は反シオニズム会議へ参加しており、ナチによるユダヤ人迫害が明るみに出ても尚イスラエルの建国には反対し続けた。シュルツバーガーはナチのユダヤ人に対する残虐な行為を決して一面では扱わず、紙面に載っても中ページの小さなものでニューヨーク・タイムズの影響力を作為的に小さくした。彼のユダヤ人に固執した偏見意識はユダヤ人コミュニティの台頭と共にアメリカの民主主義に沿わないとして退陣することとなった。
ニューヨーク・タイムズはユダヤ人が有する巨大新聞社の一つで、他にもハリウッドやラジオの世界にユダヤ人の存在が顕著に見られる。ハリウッドの映画やラジオは真珠湾攻撃以前のナチのユダヤ人迫害についてを描くことはなく、ユダヤ人のスタジオ経営者などは映画やラジオを使って明らかな反ファシズムやユダヤのプロパガンダを行うことを好ましく思っていない。これらはアメリカ最大のユダヤ人団体名誉毀損防止同盟やユダヤの指導者からスタジオにアメリカにおける反ユダヤ人の感情を生み出さないよう圧力をかけている。

### 国際問題

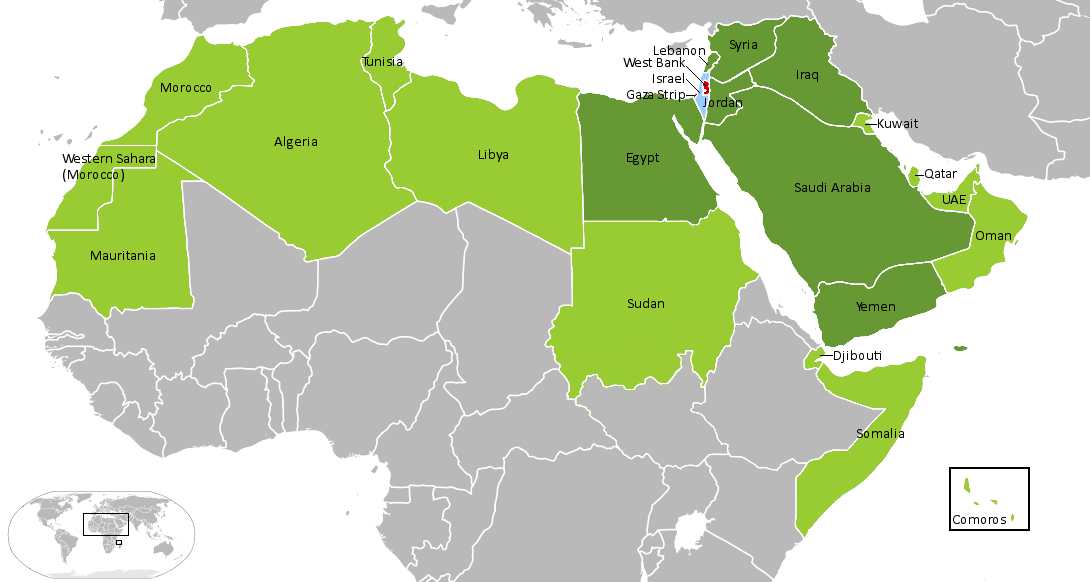
中東情勢の図。イスラエルが水色。緑色はアラブ連盟で濃い緑は既に対イスラエル戦争を行った国。赤色がガザ、ヨルダン川西岸地区。

ユダヤ人に関連する国際問題は20世紀初頭ロシア帝国のポグロムや1920年代の合衆国移民規制により表面化しだした。この頃はちょうどシオニズムやバルフォア宣言などが過熱した時代でドイツの商業において1930年代に巨大なボイコットを生むと共にヨーロッパではファシズムが台頭し始めていた。ルーズベルト大統領の左翼的政策（外交政策や国連の設置など）は1930年代から40年代にかけ強いユダヤ人の支持を得た。シオニズムに関しては徐々に影響力を見せはじめていたが依然として少数支持であった。1948年のイスラエルの建国で中東の緊張が一気に高まり、アメリカのイスラエル支持はシオニズムの政治的影響を内在していた。イスラエルに関しての初期の問題は地理的なものと宗教的なものであったが、シオニズムとイスラエルの建国について未解決の問題も孕んでいた。第三次中東戦争をきっかけにこの問題は表面化し、ユダヤ系アメリカ人の中にもイスラエル支持派と反対派を生んだ。大半の者はこの戦争は不可欠であると容認する者が多かったがリベラルな思想を持つ左翼派のユダヤ人と右翼派（シオニスト）の対立が生まれた。1960年代において第三次中東戦争はユダヤの複雑で繊細な問題を浮き彫りにする形となった。同様の緊張状態は1977年前後のシオニズム修正主義者の台頭により、1982年レバノン戦争でガザとヨルダン川西岸地区の制圧によっても引き起こされた。1993年のオスロ合意におけるイスラエルの姿勢はユダヤ系アメリカ人の二極化をさらに広めることとなったばかりでなく、イスラエルのロビイストの意見をも分割させることとなった。
2004年の調査では大多数のユダヤ系アメリカ人が独立したパレスチナ国家を作ることを支持している一方、ヨルダン川西岸地区からは撤退するべきだと考えていることがわかった。中東諸国との緊張が絶えないイスラエルだがアメリカのイラク戦争に関してはアメリカ国民同様に反対している。また面白いことにアラブ系アメリカ人の多くがイラク戦争支持派であるのに対しユダヤ系は反対を表明している。

## 人口と分布

### 統計結果とその地図
| 順位 | 都市圏                    | 人口        |
| ---- | ------------------------- | ----------- |
| 1    | ニューヨーク市            | 1,750,000人 |
| 2    | マイアミ                  | 535,000人   |
| 3    | ロサンゼルス              | 490,000人   |
| 4    | フィラデルフィア          | 254,000人   |
| 5    | シカゴ                    | 248,000人   |
| 6    | サンフランシスコ          | 210,000人   |
| 7    | ボストン                  | 208,000人   |
| 8    | バルチモア/ワシントンD.C. | 165,000人   |

| 順位 | 都市圏                    | 人口        |
| ---- | ------------------------- | ----------- |
| 1    | ニューヨーク市            | 2,028,200人 |
| 2    | ロサンゼルス              | 662,450人   |
| 3    | マイアミ                  | 337,000人   |
| 4    | フィラデルフィア          | 285,950人   |
| 5    | バルチモア/ワシントンD.C. | 276,445人   |
| 6    | シカゴ                    | 265,400人   |
| 7    | ボストン                  | 261,100人   |
| 8    | サンフランシスコ          | 218,700人   |

| 順位 | 州               | 比率  |
| ---- | ---------------- | ----- |
| 1    | ニューヨーク     | 9.1％ |
| 2    | ニュージャージー | 5.5％ |
| 3    | フロリダ         | 4.6％ |
| 4    | ワシントンD.C.   | 4,5％ |
| 5    | マサチューセッツ | 4.4％ |
| 6    | メリーランド     | 4.2％ |
| 7    | コネチカット     | 3.0％ |
| 8    | カリフォルニア   | 2.9％ |
| 9    | ペンシルベニア   | 2.7％ |
| 10   | イリノイ         | 2.3％ |

統計元によって多少異なるがアメリカ合衆国は現在世界でイスラエルに次ぐ2番目、もしくは最大のユダヤ人居住国家である。正確な人口を導き出す為にはハラーハーなど宗教的な側面から無宗教ユダヤ人、政治的位置付け、祖先の出身など様々な要素が必要になる。2001年には約400万人のユダヤ教信者がアメリカには存在し全人口の約1.4％になる。何を持ってしてユダヤ人か、というのは様々な見解があるが、ユダヤ民族の血統を持つという意味で計算すると約700万人がいるとされ全人口の2.5％になる。イスラエルのジューイッシュ・エージェンシーによると、2007年イスラエルは540万人のユダヤ人を抱え、全世界のユダヤ人の40.9％を占める。一方アメリカは530万人を抱え、40.2％を占める。
2006年にはAmerican Jewish Yearbook population surveyが最新の統計を出し、それによると640万人のユダヤ人がアメリカにはおり全人口の2.1％を占める。この数値はNational Jewish Populationの調査による520万人というものよりかなり多く見積もられている。2007年、ブランダイス大学のSteinhardt社会研究所によるとこれらのデータはどちらも700万から740万はいるとされる全ユダヤの子孫血統を含めていないとしている（ユダヤ人はユダヤ人同士の間に生まれた子供をユダヤ人とすることが多い為、混血が無視されている傾向にある）。
多くのユダヤ人は都市型の生活を営んでおり、人口比が多い州を見てもニューヨーク州、ニュージャージー州、コネチカット州、ペンシルベニア州、マサチューセッツ州、ワシントンD.C.、メリーランド州などは全てニューヨーク市、ボストン市、フィラデルフィア市などアメリカ随一の巨大都市を介する北東メガロポリス地帯にある州で、これらの州は全て隣接している。またフロリダ州にはマイアミが、カリフォルニア州にはロサンゼルス、サンフランシスコが、イリノイ州にはシカゴがある。現在のユダヤ系のマジョリティであるアシュケナージは北東や中西部の大都市部にまず居を構えたが、ここ数十年では西部や南部への進出もしている。ニューヨーク市、ロサンゼルス、マイアミを合計すると世界のユダヤ人の1/4が住んでいることになる。
ニューヨーク市はイスラエルのグッシュ・ダン都市圏に次ぐ世界第2位のユダヤ人密集地帯である。人口では劣るが、その比率が9.1％なのに対しマイアミ都市圏では9.9％を記録している。ボルチモア、ボストン、シカゴ、フィラデルフィアなど他の大都市にもユダヤ人は多い。多くのユダヤ人家庭は郊外（都市部に通勤可能な住宅地帯。例えばニューヨーク都市圏のロングアイランドなど）に居を構えており、アリゾナ州フェニックス都市圏では2002年に8万8千世帯を数え、今も増大している。テキサス州のユダヤ人コミュニティは1500年代にヨーロッパ人の入植が始まって以来その歴史は続いており1900年時点で10万8千のユダヤ人が存在した。
アメリカにおけるイスラエルからの移民（必然的に1948年以降の移民となる）はニューヨーク市、ロサンゼルス、マイアミ、シカゴなどに集中し、散らばりは少ない。経済協力開発機構（OECD）によると2005年にアメリカ国籍に帰化するイスラエル人の比率は1000人中2.9人とOECD加盟国175カ国の中では多くも無く少なくも無い中盤順位となっている。ロシア系ユダヤ人の移民はアメリカがユダヤ人移住をサポートする形となった1970年代のジャクソン＝バニク修正条項以降増加を見せ、マイアミが主な彼らの移民先となり、その後ニューヨークやロサンゼルスへ散らばっていった。多くのブハラ系ユダヤ人はソビエト連邦の崩壊後にニューヨーク市、サンフランシスコ、シアトル、アトランタ、アリゾナなどに移民した。ペルシア系ユダヤ人はイラン革命が起こる1970年代後半より急増し、彼らはロサンゼルスやニューヨーク州ロングアイランドのグレートネックへと移住した。
National Jewish Population Surveyによれば約430万人のユダヤ系アメリカ人は宗教的、文化的ユダヤのコミュニティとなんらかの関わりを持っていることが示された。

### ユダヤ人の郡ごとの人口比（上位100郡）
|    | 郡                                   | ユダヤ人の人口 | 比率  |
| 1  | ニューヨーク州ロックランド郡         | 90,000         | 31.4% |
| 2  | ニューヨーク州ニューヨーク郡         | 314,500        | 20.5% |
| 3  | バージニア州フォールズチャーチ独立市 | 1,800          | 17.4% |
| 4  | バージニア州フェアファックス郡       | 3,600          | 16.7% |
| 5  | ニューヨーク州ナッソー郡             | 207,000        | 15.5% |
| 6  | ニューヨーク州キングス郡             | 379,000        | 15.4% |
| 7  | フロリダ州パームビーチ郡             | 167,000        | 14.8% |
| 8  | フロリダ州ブロワード郡               | 213,000        | 13.1% |
| 9  | ニューヨーク州クイーンズ郡           | 238,000        | 10.7% |
| 10 | ニュージャージー州モンマス郡         | 65,000         | 10.6% |
| 11 | ニューヨーク州ウェストチェスター郡   | 94,000         | 10.2% |
| 12 | ニューヨーク州サリバン郡             | 7,425          | 10.0% |
| 13 | ニュージャージー州エセックス郡       | 76,200         | 9.6%  |
| 14 | ニュージャージー州バーゲン郡         | 83,700         | 9.5%  |
| 15 | メリーランド州モンゴメリー郡         | 83,800         | 9.1%  |
| 16 | メリーランド州ボルチモア郡           | 56,500         | 8.7%  |
| 17 | ジョージア州フルトン郡               | 65,900         | 8.1%  |
| 18 | ペンシルベニア州モンゴメリー郡       | 59,550         | 7.9%  |
| 19 | マサチューセッツ州ミドルセックス郡   | 113,700        | 7.8%  |
| 20 | ニューヨーク州リッチモンド郡         | 33,700         | 7.6%  |
| 21 | カリフォルニア州マリン郡             | 18,500         | 7.5%  |
| 22 | ニュージャージー州カムデン郡         | 36,000         | 7.1%  |
| 22 | ニュージャージー州モリス郡           | 33,500         | 7.1%  |
| 24 | ニューヨーク州サフォーク郡           | 100,000        | 7.0%  |
| 25 | コロラド州デンバー市郡               | 38,100         | 6.6%  |
| 26 | ミシガン州オークランド郡             | 77,200         | 6.5%  |
| 27 | カリフォルニア州サンフランシスコ郡   | 49,500         | 6.4%  |
| 28 | ニューヨーク州ブロンクス郡           | 83,700         | 6.3%  |
| 29 | ニュージャージー州ミドルセックス郡   | 45,000         | 6.0%  |
| 30 | カリフォルニア州ロサンゼルス郡       | 564,700        | 5.9%  |
| 30 | マサチューセッツ州ノーフォーク郡     | 38,300         | 5.9%  |
| 32 | ニュージャージー州アトランティック郡 | 14,600         | 5.8%  |
| 32 | ペンシルベニア州バックス郡           | 34,800         | 5.8%  |
| 32 | ニュージャージー州ユニオン郡         | 30,100         | 5.8%  |
| 35 | オハイオ州カヤホガ郡                 | 79,000         | 5.7%  |
| 35 | ペンシルベニア州フィラデルフィア郡   | 86,600         | 5.7%  |
| 37 | ネヴァダ州クラーク郡                 | 75,000         | 5.5%  |
| 37 | フロリダ州マイアミ・デイド郡         | 124,000        | 5.5%  |
| 39 | メリーランド州バルチモア郡           | 38,000         | 5.0%  |
| 39 | コロラド州ピトキン郡                 | 750            | 5.0%  |
| 39 | マサチューセッツ州プリマス郡         | 23,600         | 5.0%  |
| 42 | ミズーリ州セントルイス郡             | 47,100         | 4.6%  |
| 43 | コロラド州ボールダー郡               | 13,200         | 4.5%  |
| 43 | ワシントンDC                         | 25,500         | 4.5%  |
| 45 | イリノイ州クック郡                   | 234,400        | 4.4%  |
| 45 | コネチカット州フェアフィールド郡     | 38,800         | 4.4%  |
| 45 | ニューヨーク州オレンジ郡             | 15,000         | 4.4%  |
| 48 | バージニア州アレクサンドリア郡       | 5,400          | 4.2%  |
| 49 | ニューヨーク州オールバニ郡           | 12,000         | 4.1%  |
| 49 | カリフォルニア州アルパイン郡         | 50             | 4.1%  |
| 49 | フロリダ州サラソータ郡               | 13,500         | 4.1%  |

|    | 郡                                   | ユダヤ人の人口 | 比率 |
| 52 | メリーランド州ハワード郡             | 10,000         | 4.0% |
| 53 | イリノイ州レイク郡                   | 25,000         | 3.9% |
| 54 | バージニア州ポーツマス郡             | 3,800          | 3.8% |
| 55 | ニュージャージー州サマセット郡       | 11,100         | 3.7% |
| 55 | ルイジアナ州ウェストバトンルージュ郡 | 800            | 3.7% |
| 57 | ジョージア州ロックデール郡           | 2,500          | 3.6% |
| 57 | マサチューセッツ郡サフォーク郡       | 24,700         | 3.6% |
| 59 | ロードアイランド州ブリストル郡       | 1,760          | 3.5% |
| 59 | アイダホ州カスター郡                 | 150            | 3.5% |
| 59 | コネチカット州ハートフォード郡       | 30,000         | 3.5% |
| 59 | コネチカット州ニューヘイブン郡       | 28,900         | 3.5% |
| 59 | ニュージャージー州パサイク郡         | 17,000         | 3.5% |
| 59 | カリフォルニア州サンマテオ郡         | 24,500         | 3.5% |
| 59 | ニューヨーク州スケネクタディ郡       | 5,200          | 3.5% |
| 66 | ニューヨーク州アルスター郡           | 5,900          | 3.3% |
| 67 | バージニア州ノーフォーク市           | 7,600          | 3.2% |
| 67 | カリフォルニア州サンタクララ郡       | 54,000         | 3.2% |
| 69 | ニュージャージー州バーリントン郡     | 13,000         | 3.1% |
| 69 | ニューヨーク州モンロー郡             | 22,500         | 3.1% |
| 71 | マサチューセッツ州エセックス郡       | 21,700         | 3.0% |
| 72 | マサチューセッツ州バークシャー郡     | 3,900          | 2.9% |
| 72 | ペンシルベニア州デラウェア郡         | 15,700         | 2.9% |
| 72 | ミシガン州モンロー郡                 | 4,200          | 2.9% |
| 72 | オレゴン州マルトノマ郡               | 19,300         | 2.9% |
| 76 | ミネソタ州ヘネピン郡                 | 31,600         | 2.8% |
| 76 | ニュージャージー州サセックス郡       | 4,100          | 2.8% |
| 78 | ペンシルベニア州アレゲニー郡         | 34,600         | 2.7% |
| 78 | ジョージア州ファイエット郡           | 2,500          | 2.7% |
| 78 | オハイオ州ハミルトン郡               | 22,500         | 2.7% |
| 78 | カンザス州ジョンソン郡               | 12,000         | 2.7% |
| 82 | ニュージャージー州マーサー郡         | 9,100          | 2.6% |
| 82 | マサチューセッツ州ナンタケット郡     | 250            | 2.6% |
| 82 | ウィスコンシン州オゾーキー郡         | 2,100          | 2.6% |
| 82 | フロリダ州ピネラス郡                 | 24,200         | 2.6% |
| 82 | メリーランド州プリンスジョージ郡     | 20,700         | 2.6% |
| 82 | マサチューセッツ州ウースター郡       | 19,500         | 2.6% |
| 88 | カリフォルニア州サンディエゴ郡       | 70,000         | 2.5% |
| 88 | ウィスコンシン州ミルウォーキー郡     | 22,900         | 2.5% |
| 90 | アリゾナ州ピマ郡                     | 20,000         | 2.4% |
| 91 | カリフォルニア州アラメダ郡           | 32,500         | 2.3% |
| 91 | ペンシルベニア州チェスター郡         | 10,100         | 2.3% |
| 91 | カリフォルニア州コントラコスタ郡     | 22,000         | 2.3% |
| 91 | メイン州カンバーランド郡             | 6,000          | 2.3% |
| 91 | マサチューセッツ州ハンプデン郡       | 10,600         | 2.3% |
| 91 | ニュージャージー州オーシャン郡       | 11,500         | 2.3% |
| 91 | カリフォルニア州サンタクルーズ郡     | 6,000          | 2.3% |
| 98 | マサチューセッツ州ブリストル郡       | 11,600         | 2.2% |
| 98 | ジョージア州クレイ郡                 | 75             | 2.2% |
| 98 | ミシガン州ウォッシュトノー郡         | 7,000          | 2.2% |

### アメリカ社会への融合と人口動静
ユダヤ人のアメリカ社会への融合は彼らの経済的、政治的、社会的な成功を生み出すことになったばかりでなく文化的影響も及ぼした。同時にアメリカ社会への政治的、宗教的融合を懸念する声も上がっており敬虔なユダヤ教徒やシオニストたちの一部はアメリカに完全融合するユダヤ人をみて反逆分子だと躍起する姿も見受けられる。
全てのユダヤ人がインターマリッジ（他宗教の者との結婚）に反対しているわけではないがユダヤ人コミュニティに属する多くの者が増え続けるインターマリッジによってユダヤのアイデンティティが薄れたり、ひいてはコミュニティそのものの規模が縮小することを懸念している。インターマリッジの比率は1950年の6％から2000年には40から50％と急激な増加を見せており、インターマリッジをした夫婦の約33％しかその子供をユダヤ教徒（もしくはユダヤ人のアイデンティティを持つ人間）に育てていない。この社会的流れとユダヤ人コミュニティの出生率の低下と相まって1990年代よりユダヤ系アメリカ人の人口は5％減少しており、全アメリカ人の平均年齢と比べるとユダヤ人コミュニティの平均は若干高い（年を取っている者が多い）。インターマリッジ夫婦でその子供をユダヤ人として育てている場合の多くはユダヤ人が密集する地域に生活している。例えばボストンにおいてはインターマリッジ夫婦の子供の約60％がユダヤ人として育てられており、数学上は50％を超えているのでユダヤ人は増加する計算になる。またインターマリッジの両親に育てられた子供が成人し、結婚する時に再びユダヤ人のヘリテージを強化させる場合もある。

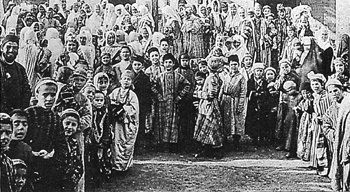
ブハラ系ユダヤ人

これらの融合と相対し、正統派ユダヤ人のコミュニティは非常に高い出生率と低いインターマリッジの比率を保っており、コミュニティの規模が急速に拡大している。他の（主に世俗的な）ユダヤ人コミュニティの規模は縮小しているのにもかかわらず、シナゴーグに通う正統派の比率は1971年の11％から2000年には21％を急増している。2000年には超正統派と呼ばれるユダヤ人のアメリカでの人口は約36万人を数え全ユダヤ系の7.2％を占め、2006年には約46万8千人に増え比率は9.4％になった。
ユダヤ系アメリカ人の約半数は自らは敬虔な教徒であると考えており、約283万1000人の敬虔な教徒のうち92％は白人系、5％はヒスパニック系、アジア系、黒人系、その他がそれぞれ1％ずついる。ヒスパニック系の多くはアルゼンチン、ベネズエラ、キューバなどの出身で彼らはスペインの統治時代に強制的にカトリックに改宗させられており、近年ユダヤ教へと復帰している。アジア系の多くはブハラ系とペルシア系である。世俗的なユダヤ人もアメリカには多くおり、その場合の白人系の比率は敬虔な教徒の場合に比べさらに高い。

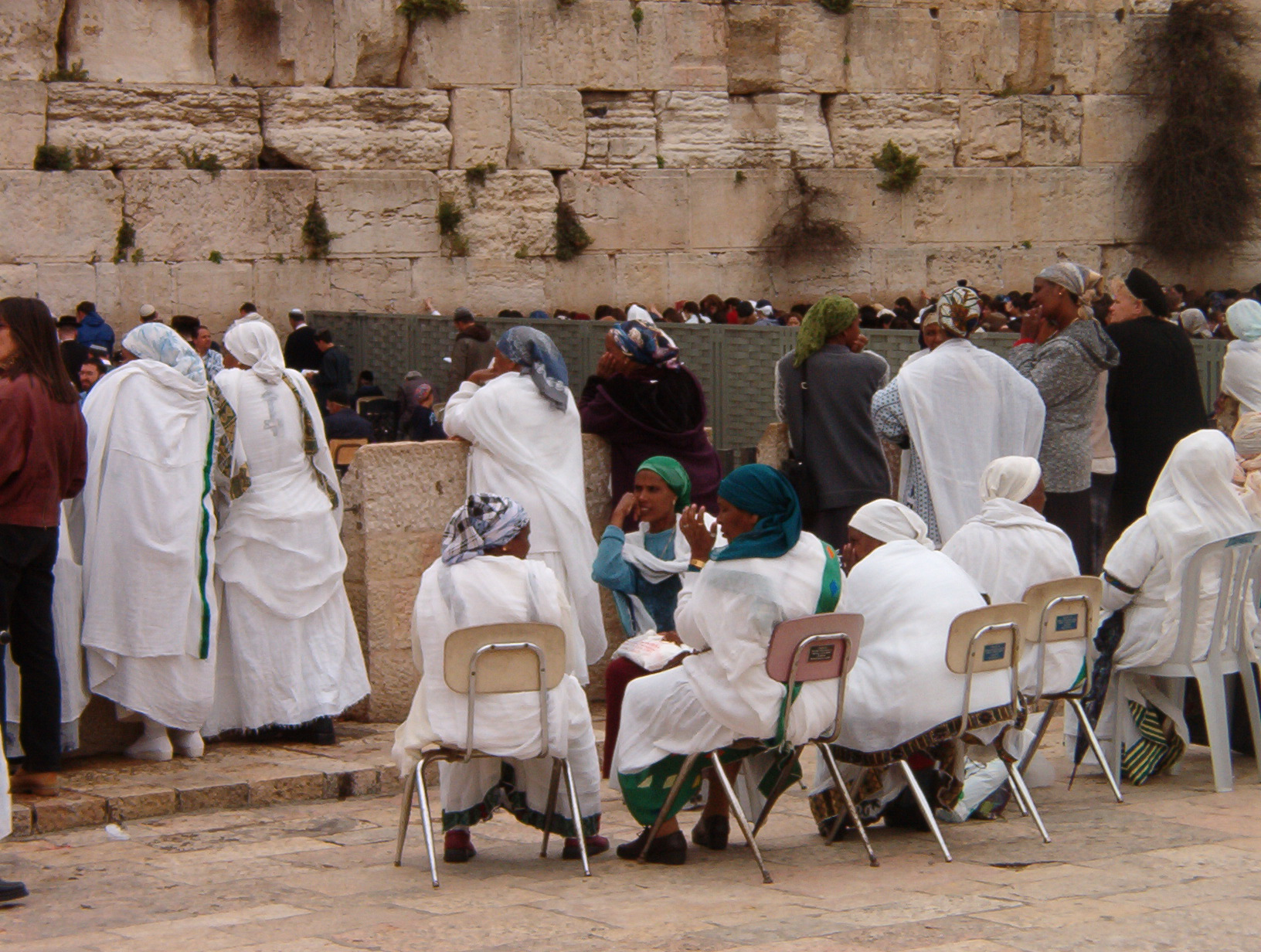
ベタ・イスラエルの人々

### アフリカ系ユダヤ人の存在
ユダヤ系アメリカ人のコミュニティはアフリカンアメリカン系ユダヤ人やベタ・イスラエルなどアフリカにルーツを持つユダヤ人がいる（この場合ミズラヒムやセファルディムに分類される北方アフリカ出身のユダヤ人は含まない）。その人口はおおよそ2万から20万と曖昧であり、これは彼らの宗教観とユダヤ系アメリカ人の宗教観の相違による。アフリカ系ユダヤ人の中には無神論者やユダヤ文化のみを継承し信仰心は一切無いエスニック・ユダヤがいる。
アフリカ系と他のユダヤ人の関係は良好ではあるが、一部の少数派アフリカ系が自らをモーセ五書における本当のイスラエリであると認識するなど多少の問題も内包している。彼らは（アメリカ系ユダヤから見て）正式にユダヤ教を信仰していないことや民族的側面からも異なるバックグラウンドを持つ為、アメリカにおけるユダヤ人コミュニティの中核を成すには至っておらず、彼らの一部はイスラエルへと移民し正式にユダヤ人として市民権を獲得する者もいる。
著名なアフリカ系ユダヤ人にはリサ・ボネット、サミー・デイヴィスJr.、ヤフェット・コットー、ジョーダン・ファーマーなどがいる。

## 宗教と信仰

### 信者の動静

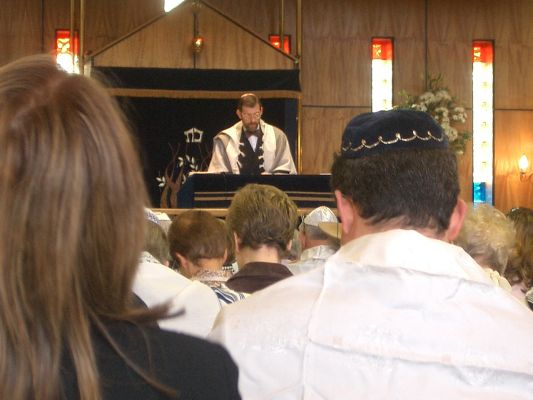
再建派の説教

アメリカにおけるユダヤ教の信仰方法は様々である。約430万人のユダヤ系アメリカ人は自らの信仰心について「強いほう」と答えており、祈りを日々捧げる人やセーデル・シェル・ペサハに出席する人、ハヌカーに火を灯すなど種類と程度の違いこそあれ、80％超がユダヤ教となんらかの関わりを持った生活を営んでいる。2003年、リサーチ会社のハリスポールによると約16％の人間が月に一度はシナゴーグへ通い、42％はそれよりは少ないが少なくとも年に一度以上は、残りの42％は年に一度以下の出席率だという結果を出した。食事規定のカシュルートを守るのは約1/6だった。シナゴーグに通う者のうち38％が改革派、33％が保守派、22％が正統派、2％が再建派、残り5％がその他の派閥である。伝統的にセファルディムとミズラヒムはこのような派閥を持たないが、概して彼らは敬虔である。また統計によれば北東部、中西部、北西部のユダヤ人は南部と西部のそれと比べ信仰心があつい傾向にある。近年では世俗的なユダヤ人が主に正統派の敬虔な信者となる流れも見受けられ、これをバーリィ・テシュヴァ（baalei teshuva：「戻ってきた者」の意）と呼ぶ。このムーヴメントがユダヤ社会にどう影響を与えるのかは現段階では不明瞭である。
2008年の最新の統計では540万人のユダヤ系アメリカ人のうち、自らを敬虔であると答える者は340万人となり、自らをユダヤ教を信仰しない、民族的側面のみの「ユダヤ民族」と捉える者は1990年の20％から37％へと増えた。ちなみにアメリカ合衆国の全国民（成人）で無宗教と答えた者は8％から15％で推移し、この結果を受けリサーチャーは、ユダヤ人は一般的なアメリカ人と比べても世俗的な傾向が強いと考えている。自らを敬虔な信者と捉える者も含む全ユダヤ系の半数はこの統計に対し、ユダヤ人は世俗的な世界観と信仰心を共に持っており摩擦は生じないと主張している。

### 信仰心
ユダヤ系アメリカ人にはプロテスタントやカトリックと基盤とするアメリカ人と比較しても無神論者や不可知論者が多く、ハリスポールのリサーチによれば79％（カトリック系は79％、プロテスタント系は90％）のアメリカ人がなんらかの神を信じているのに対し、ユダヤ系はわずか48％であった。また66％のアメリカ人は神の存在を疑うことなく信じているのに対し、ユダヤ系は24％だった。9％（カトリック系は8％、プロテスタント系は4％）のアメリカ人は無神論者であるのに対し、ユダヤ系は19％だった。

## 教育
ユダヤ人学校はアメリカ全土に存在はしているがほとんどの人は一般の公立学校に通っており、ユダヤ学やヘブライ語の教育はシナゴーグにて日曜学校として開かれている。1950年代までは入学選抜システムのヌメルス・クラウズスによって一流大学へのユダヤ人の入学者数は規制されていた。また1945年以前の一流大学ではユダヤ人の教授や講師は僅かしか認められていなかった。1941年には反ユダヤ主義の影響で後にノーベル経済学賞も受賞した経済学者のミルトン・フリードマンがウィスコンシン大学マディソン校から助教授の職が剥奪されたこともあった。1943年、ハリー・レヴィンがユダヤ人として初めてハーヴァード大学英語学部の教授に正式に就任。だが48年には同大学経済学部はポール・サミュエルソンを採用しなかった。同大学は1954年にユダヤ人で最初の生化学者を採用した。現在の同大学の学生でユダヤ人は3番目に大きな民族グループである。
現在では過去のような差別を受けることも無くアイヴィー・リーグを中心にユダヤ人たちは高いレベルの教育を享受している。1986年、ハーヴァード大学学部生の名門クラブのリーダーの3人はユダヤ人学生で、ポール・サミュエルソンの甥のローレンス・サマーズは2001年から06年まで同大学の学長を務めた。1993年には経済学者のリック・レヴィンがイエール大学の学長に就任し現在に至る。1994年から2004年までは女性心理学者のジュディス・ロディンがペンシルベニア大学で、その後はロックフェラー大学で学長を務めた。
| 順位 | 大学                                                                                | ユダヤ系学生数 | 比率        | 全学部生数                  | ランク      |
| ---- | ----------------------------------------------------------------------------------- | -------------- | ----------- | --------------------------- | ----------- |
| 1    | メリーランド大学カレッジパーク校                                                    | 6,500          | 26%         | 25,857                      | 53          |
| 2    | フロリダ大学                                                                        | 5,400          | 15%         | 34,612                      | 47          |
| 3    | ラトガース大学                                                                      | 5,000          | 13%         | 37,072                      | 24          |
| 4    | セントラルフロリダ大学                                                              | 4,500          | 11%         | 39,545                      | --          |
| 5    | ミシガン大学 ペンシルベニア州立大学 インディアナ大学 ウィスコンシン大学マディソン校 | 4,000          | 16% 10% 14% | 25,555 36,612 32,000 28,462 | 27 47 71 39 |
| 6    | カリフォルニア州立大学ノースリッジ校 フロリダ州立大学 テキサス大学オースティン校    | 3,800          | 14% 9% 10%  | 26,854 40,474 36,878        | -- 102 47   |
| 7    | ニューヨーク州立大学オールバニ校 フロリダ国際大学                                   | 3,500          | 31% 9%      | 12,013 39,500               | --          |

| 順位 | 大学                                                               | ユダヤ系学生数 | 比率        | 全学部生数              | ランク    |
| ---- | ------------------------------------------------------------------ | -------------- | ----------- | ----------------------- | --------- |
| 1    | ニューヨーク大学                                                   | 6,500          | 33%         | 19,401                  | 32        |
| 2    | ボストン大学                                                       | 4,000          | 20%         | 15,981                  | 56        |
| 3    | コーネル大学                                                       | 3,500          | 25%         | 13,515                  | 15        |
| 4    | マイアミ大学                                                       | 3,100          | 22%         | 14,000                  | 50        |
| 5    | ジョージワシントン大学 ペンシルベニア大学 イェシーバー大学         | 2,800          | 31% 30% 99% | 10,394 9,718 2,803      | 53 4 52   |
| 8    | シラキュース大学                                                   | 2,500          | 20%         | 12,500                  | 58        |
| 9    | コロンビア大学 エモリー大学 ハーヴァード大学 テュラン大学          | 2,000          | 29% 30%     | 6,819 6,510 6,715 6,533 | 8 17 1 50 |
| 13   | ブランダイス大学 ノースウェスタン大学 セントルイス・ワシントン大学 | 1,800          | 56% 23% 29% | 3,158 7,826 6,097       | 31 12     |

*ランク欄は"US News & World Report"の2010年度大学入学難易度ランキング。公立大学の項において州立大学システムを指している場合は複数ある分校のうち最も位置付けが高いもの。一般的には短大も含め4000校におよぶアメリカの大学で上位200位以内（大学ランキングにランクインすれば）であれば優等な大学とされる。特に上位30位以内はMost selectiveで一流大学とされ、上位100位以内もMore selectiveで一流に準ずる大学とされる。公立私立共に一流大学にユダヤ人は多い。

## ユダヤ系と現代社会

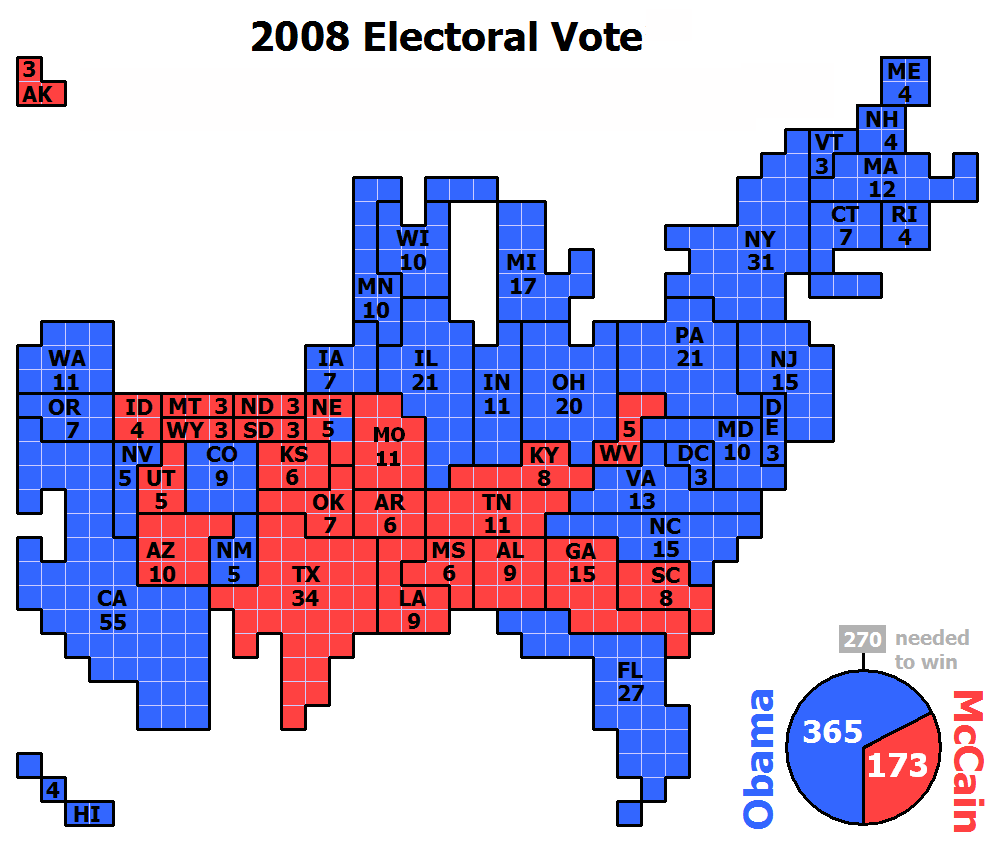
2008年大統領選挙の勢力図。一つの四角は一つの選挙人投票を指す。青がバラク・オバマ、赤がマケイン。

ユダヤ系アメリカ人は現在の政界においても重要な地位を占める。しかしジェフリー・ヘルメリッヒ曰くユダヤ人の政治的影響力は選挙投票の傾向により実際よりも誇張される傾向にあるという。外交アナリストのミッチェル・バードはユダヤ人は宗教的思考に基づき投票を行っているという主張をしており、ユダヤ人は他の民族に比べ投票に行く比率が多いという。全ユダヤ系の人口比は2％にも満たないが、その94％が大統領選挙などに大きな影響力を持つエレクトラル・カレッジと呼ばれる州に住んでいる。 コメント 彼らの大半は民主党支持であるが、ヘルメリッヒは彼らを共和党の対イスラエル政策いかんによって特殊な変動を見せる選挙人であるとも述べている。これに対しメリーランド大学のエリック・ウスラナー博士は論文にて反論しており、それによるとたった15％程度のユダヤ人のみしか対イスラエル政策を選挙の主要因としておらず、83％は本件について特に気をかけていない。また論文は福音主義系のクリスチャンに対する否定的な見解こそがユダヤ系の共和党に対する政的価値観に多大なる影響を及ぼしているとし、伝統的に社会問題に対し保守的な意見を持つ保守派層はむしろ共和党支持者が多いとしている。ニューヨーク・タイムズの記事によればユダヤ票が共和党に流れる場合は信仰や信念を基とした政策が重要だと論じ、これが2004年大統領選挙で共和党所属のブッシュ候補がユダヤ人の多いフロリダ州を勝ち取った原因になったのではないかとしている。
政治批評によればユダヤ系はイラク戦争を誘導した責任の一端があるとしているが多くのユダヤ系は同戦争に対し他の民族や一般のアメリカ人と比較しても強い否定の立場をとっている場合が多い。彼らのイラク戦争に対する反対は彼らの強力な民主党支持ということだけには留まらず、支持政党や政治観に関わらず信念的に否定的立場を取っている者が多い。また2003年から2004年の時点では大半のアメリカ人がイラク攻撃を支持しており、後に徐々に懐疑的になっていった傾向にあるがユダヤ系は2003年の開戦直後より既に否定的で彼らがアメリカの大衆世論の波に乗って否定派に周った訳ではないということを示している。
2008年の大統領選挙では78％のユダヤ系が民主党候補の（現大統領の）バラク・オバマを、21％が共和党候補のジョン・マケインを支持した。この時共和党はオバマのバックグラウンドにイスラム教やパレスチナがあることを武器にユダヤ票の獲得を目論んだが結果失敗に終わった。またマケインの副大統領候補であるサラ・ペイリンの保守的な社会政策がユダヤ票を遠ざけたという意見もある。ちなみにオバマのチーフストラデジスト（政治コンサルタント）のデイヴィッド・アクセルロッドと右腕のラーム・エマニュエルはユダヤ人である。
ユダヤ人はゲイの人権に対し非常に寛容で、特に再建派、保守派、改革派などは正統派に比べゲイ同士の結婚にも協力的である。アメリカの再建派の中では同性結婚は普通に行われており、15のユダヤ系LGBT団体がアメリカには存在する。2007年には保守派が多数の者がラビにおいてもゲイの結婚を認めているという声明を発表。そのような風潮のため78％のユダヤ系は「結婚は男女の間でのみに正式成立する」としたカリフォルニア州の『ポジション8法』などを拒否しており、これは他の民族・宗教グループの見解と比較しても非常に高い比率である。
ユダヤ系は現在のアメリカのマリファナ規制にも否定的見解を持っており、86％が非暴力的なマリファナの使用による逮捕はおかしいとしている。これは同様の意見を持つ他のアメリカ人の比率61％、民主党支持者の比率68％と比較しても極端に多い。また85％がマリファナの医療目的での使用の規制に反対しており、これも同様の意見を持つアメリカ人の比率67％、民主党支持者の比率73％と比較しても高い。

## ユダヤ系アメリカ人の文化
1890年から1924年までに東欧より移民したおよそ200万人にも上るユダヤ人の世俗的文化はアメリカ文化へ融合し、現在ではアメリカ文化の一部を成す存在になった。

### 言語
大半のユダヤ系は移民と共に英語を母国語とするようになったが、世界中からやって来る多様なユダヤ系コミュニティの中にはその他の言語を使用する者もいる。アメリカにおけるハシディズム系ユダヤ人（アシュケナージの祖先）はイディッシュ語を使用していて、同言語は一時数百万人に上るアメリカのヨーロッパ系ユダヤ人の主要な言語であった。20世紀初頭に出版されていたユダヤ系の新聞『フォワード』はイディッシュ語を使って書かれていた。またアメリカ英語への影響も見受けられ、"厚かましい"という意味のchutzpah（英語ではeffrontery）、"おやつ"を意味するnosh（英語ではsnack）、"ばか者"や"ペニス"を意味するschlep（英語ではfool）などがある。ロサンゼルスやビバリーヒルズ、ニューヨーク市西方に住まうペルシア系ユダヤ人は家庭やシナゴーグにおいて今でもペルシア語を使用しており、新聞も発行している。ソ連崩壊後に移民してきたロシア系ユダヤ人の多くもロシア語をベースとした生活を営んでおり、ニューヨーク市ブルックリン区内のブライトンビーチやフロリダのサニーアイルズビーチなど彼らが密集している地域社会ではロシア語の存在感が高い。ブハラ系ユダヤ人の多くはペルシア語の一つの方言でもあるブハラ語やロシア語を使用している。『ブハラ・タイムズ』という新聞も発行していて、彼らの多くはニューヨーク市クイーンズ区のフォレストヒルズ周辺に密集している。同地区の108番ストリートは特に『ブハラ・ブロードウェイ』とも呼ばれ彼らの文化的影響が色濃く出ている。それ以外ではアリゾナ、マイアミ、サンディエゴなどに多い。

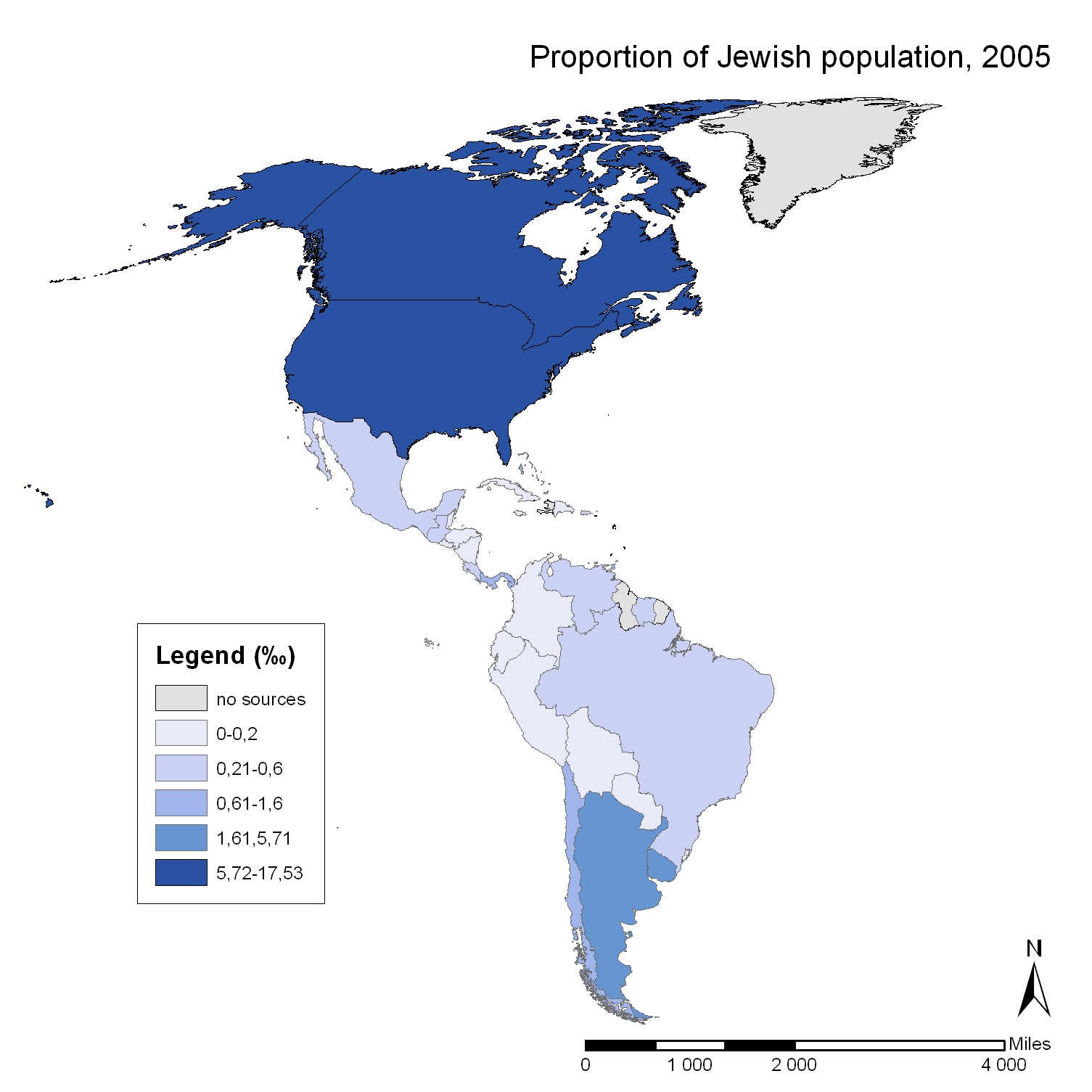
南北アメリカのユダヤ人分布

マイアミやロサンゼルスのユダヤ系の中には南米出身の者も多く、彼らの多くはスペインやポルトガルの統治時代に海を渡ったセファルディムの子孫であるが、20世紀初頭の中欧や西欧からのアシュケナージ移民も含まれる。彼らは家ではスペイン語を使用し、同じ南米出身のユダヤ人でない者とインターマリッジする傾向が強い。スペイン出身のユダヤ系はもちろんスペイン語を主要な言語とするが、スペイン語を使用するユダヤ人の大半は南米出身である。マイアミのシナゴーグではスペイン語の説教もちゃんと容易されている。またルソ系と呼ばれるポルトガル、ブラジルに起源をもつユダヤ人はポルトガル語を使用する。またごく少数の老人はラディーノ語を理解する。
古ヘブライ語はユダヤ教において重要な言語であり、タナハやシッドゥールなどのオリジナルは全てヘブライ語で書かれている。新ヘブライ語は現在イスラエルの公用語に指定されているが、第二言語として習得するものが多い。そのためイスラエルからアメリカに移民したものの中には同言語を母国語として使用するものがいる。

### アメリカのユダヤ系文学
ユダヤ系の芸術領域における活躍は目を見張るものがあるが彼らの文学作品は特にユダヤ文化を色濃く反映しており、悲劇の歴史を乗り越えアメリカの地で経験した苦労やユダヤ文化の危機などを元に展開される作品が多い。

## 著名なユダヤ系アメリカ人

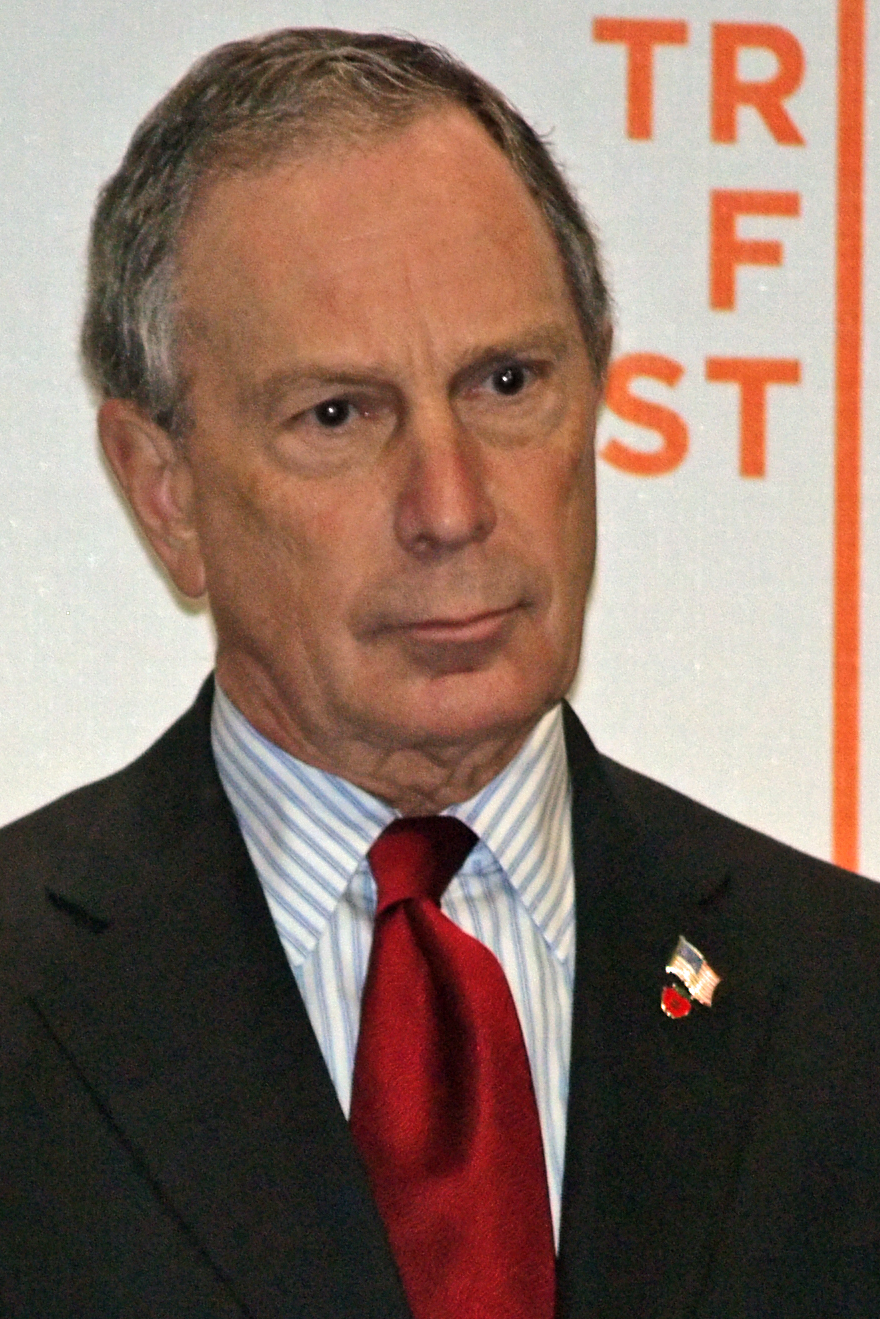
M・ブルームバーグ ニューヨーク市長
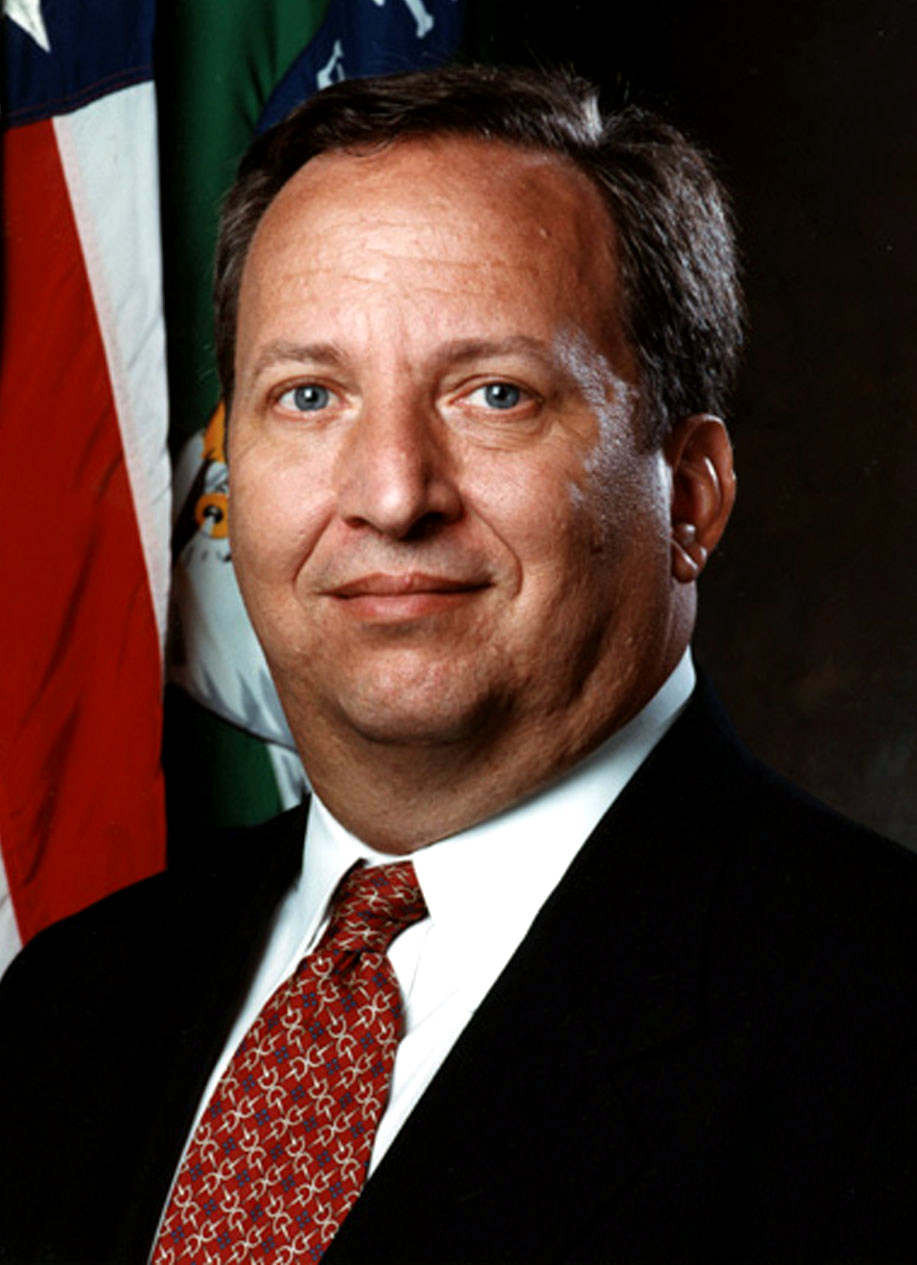
L・サマーズ 国家経済会議議長
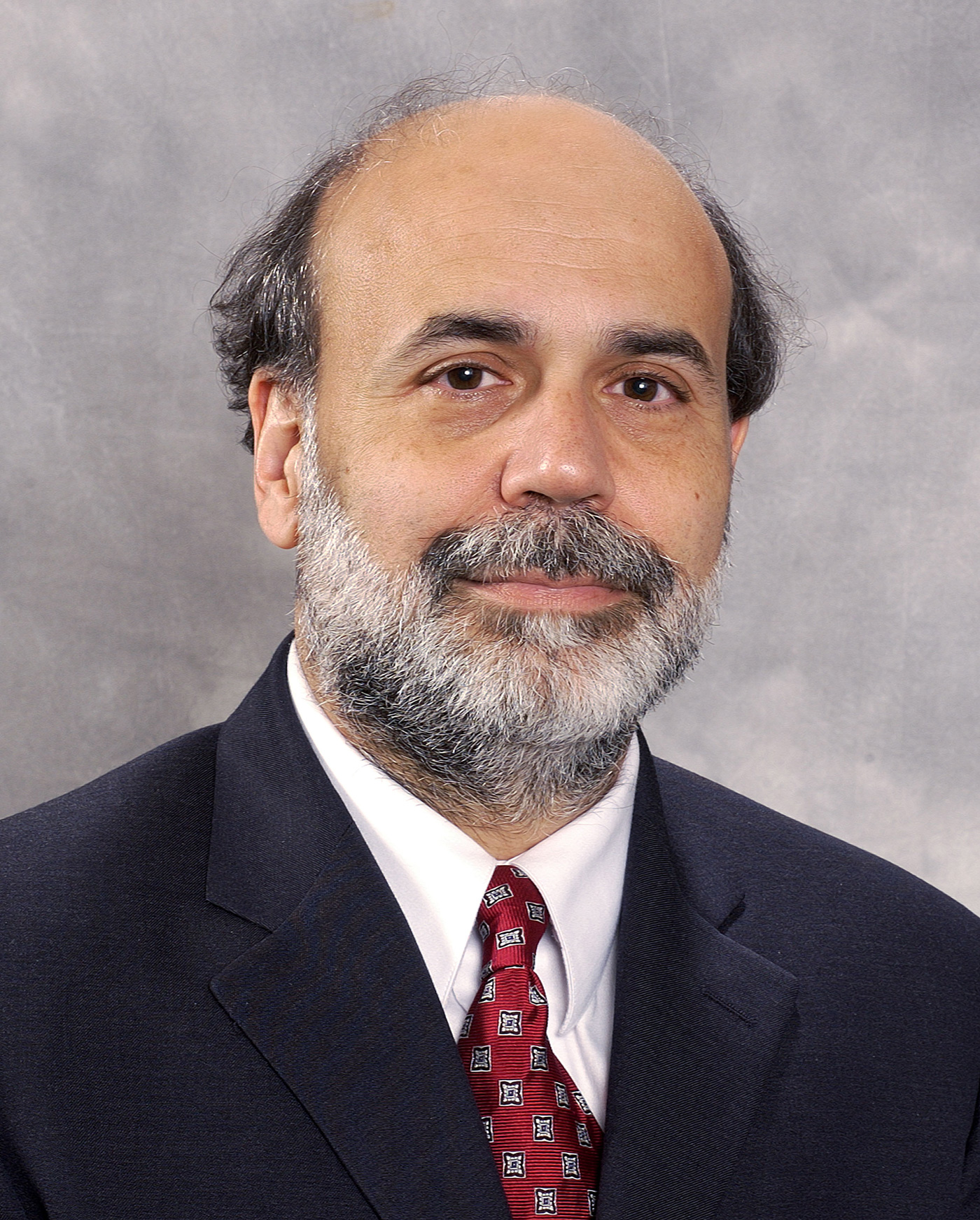
B・バーナンキ FRB議長
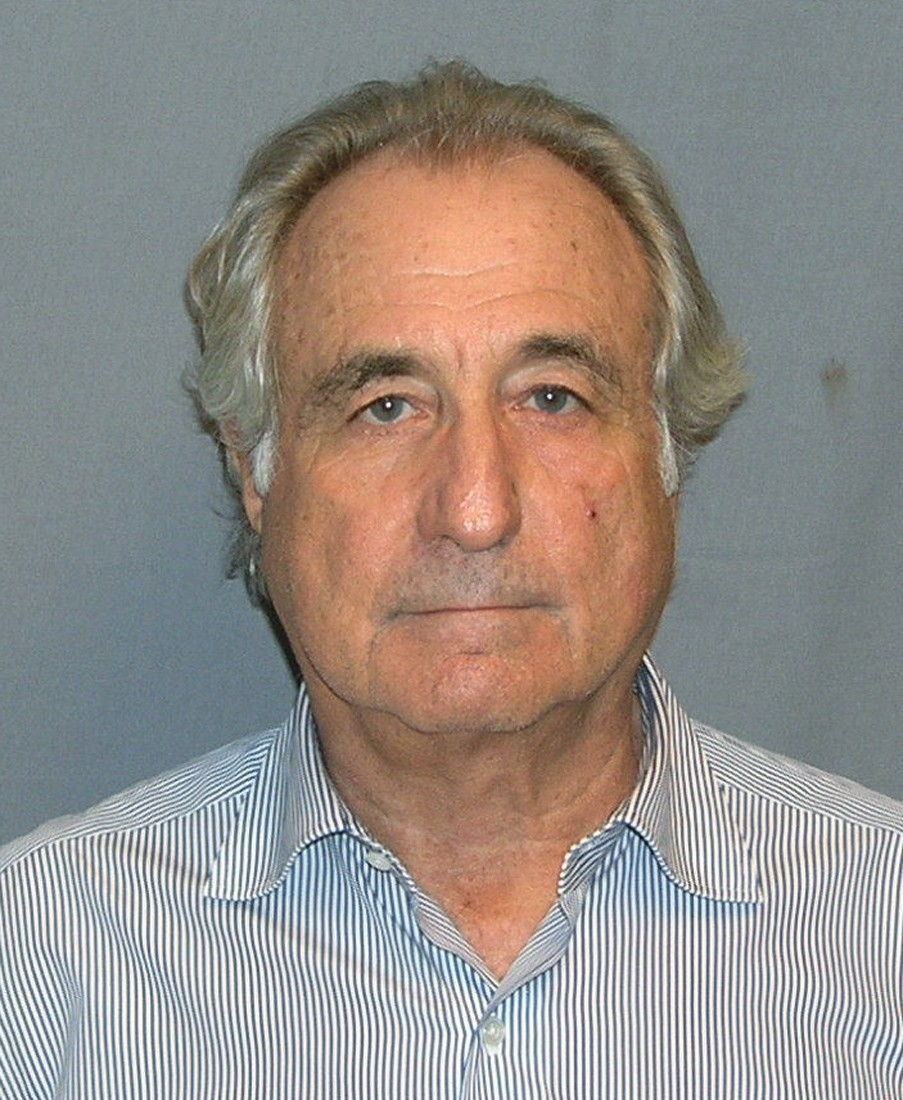
バーナード・L・マドフ 元ナスダック会長で史上最大級の金融詐欺事件の犯人
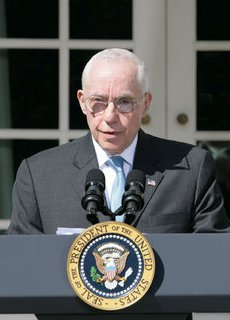
M・ミュケイジー 元司法長官
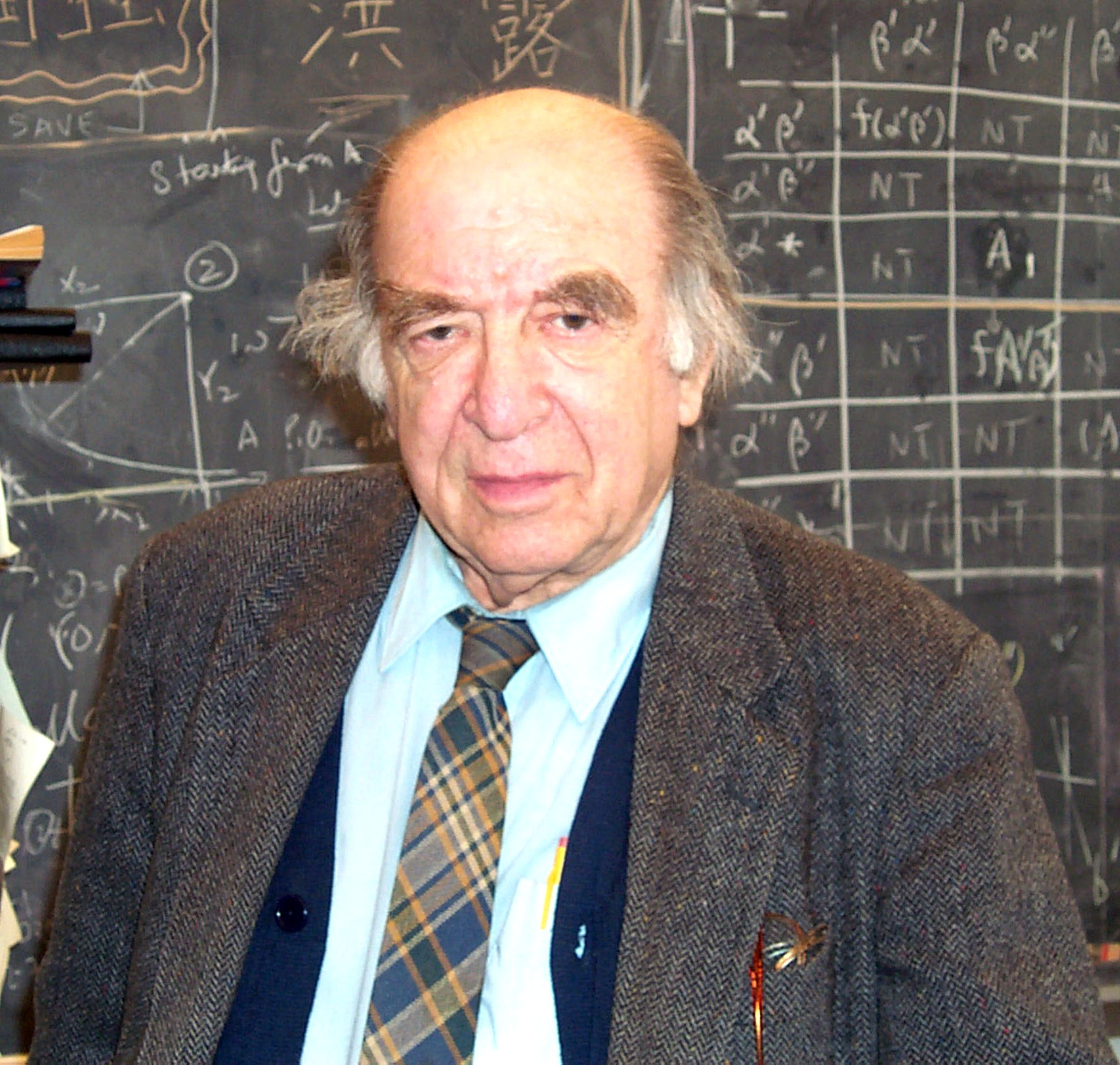
L・ハーヴィッツ 経済学者
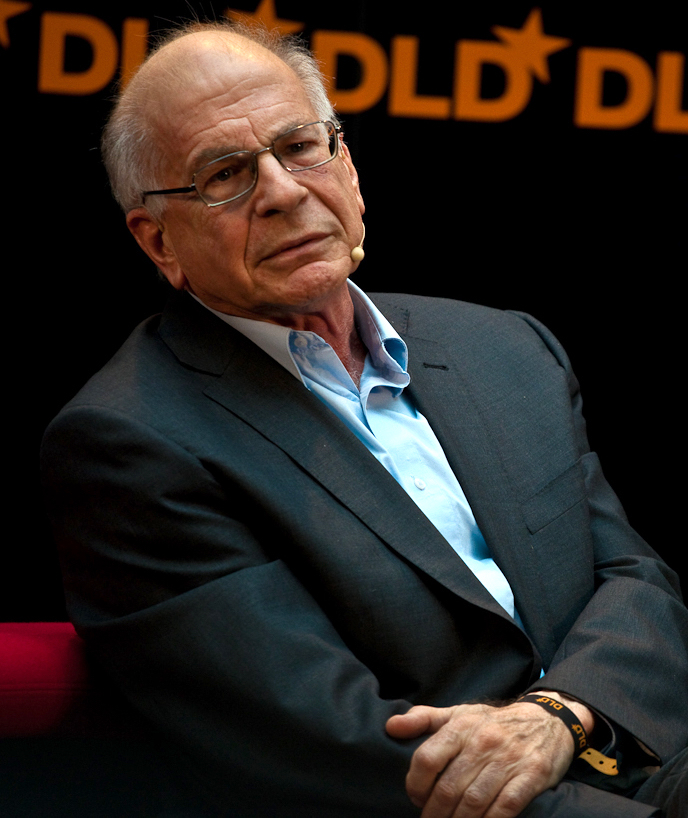
D・カーネマン 経済学者
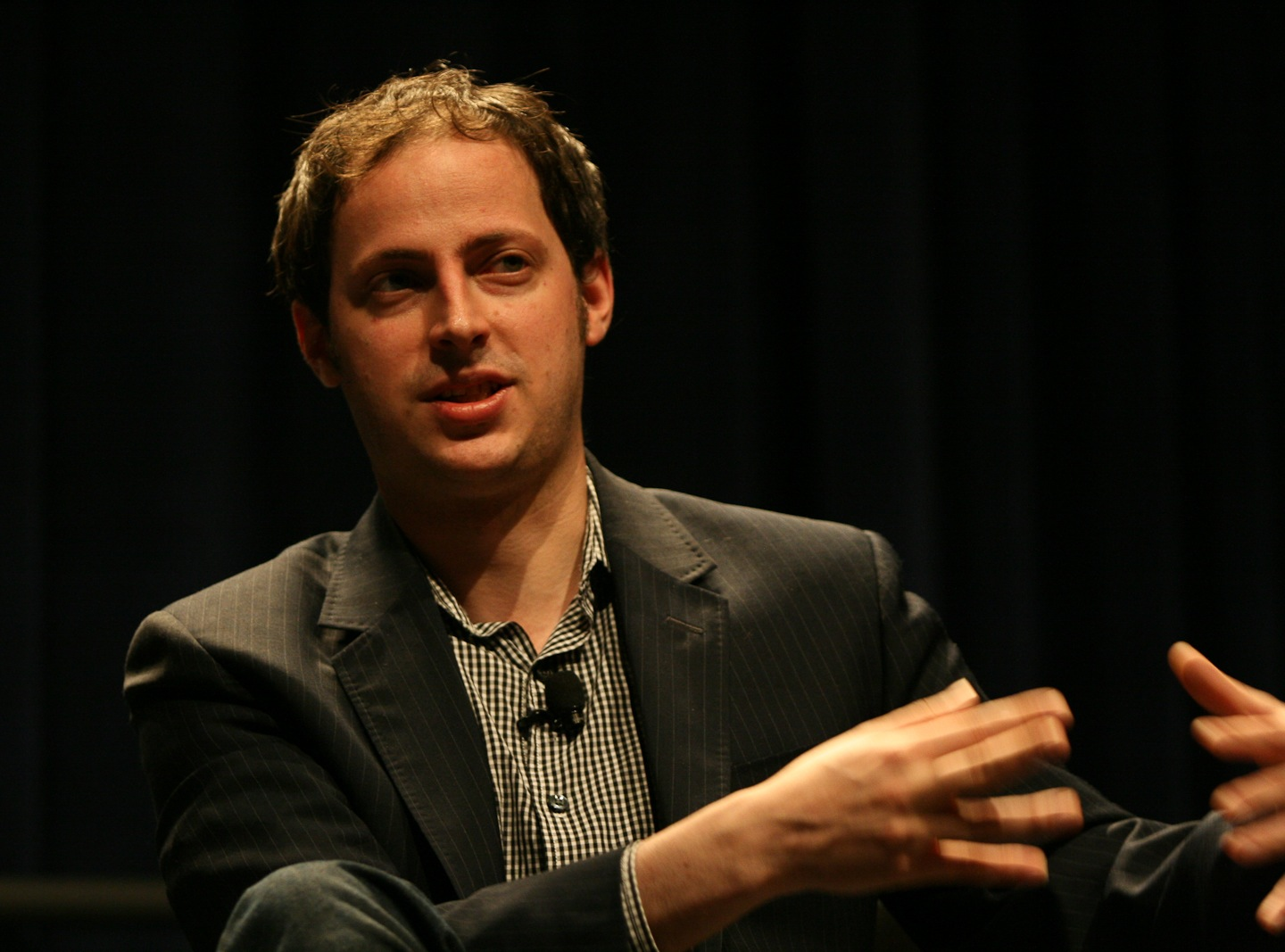
N・シルバー 統計学者
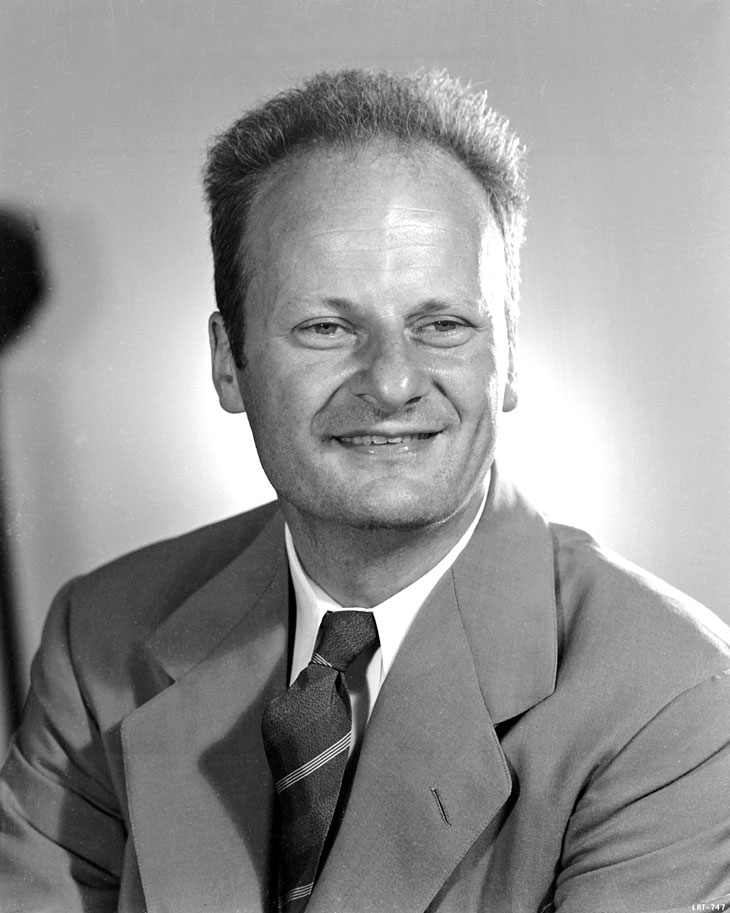
H・ベーテ 物理学者
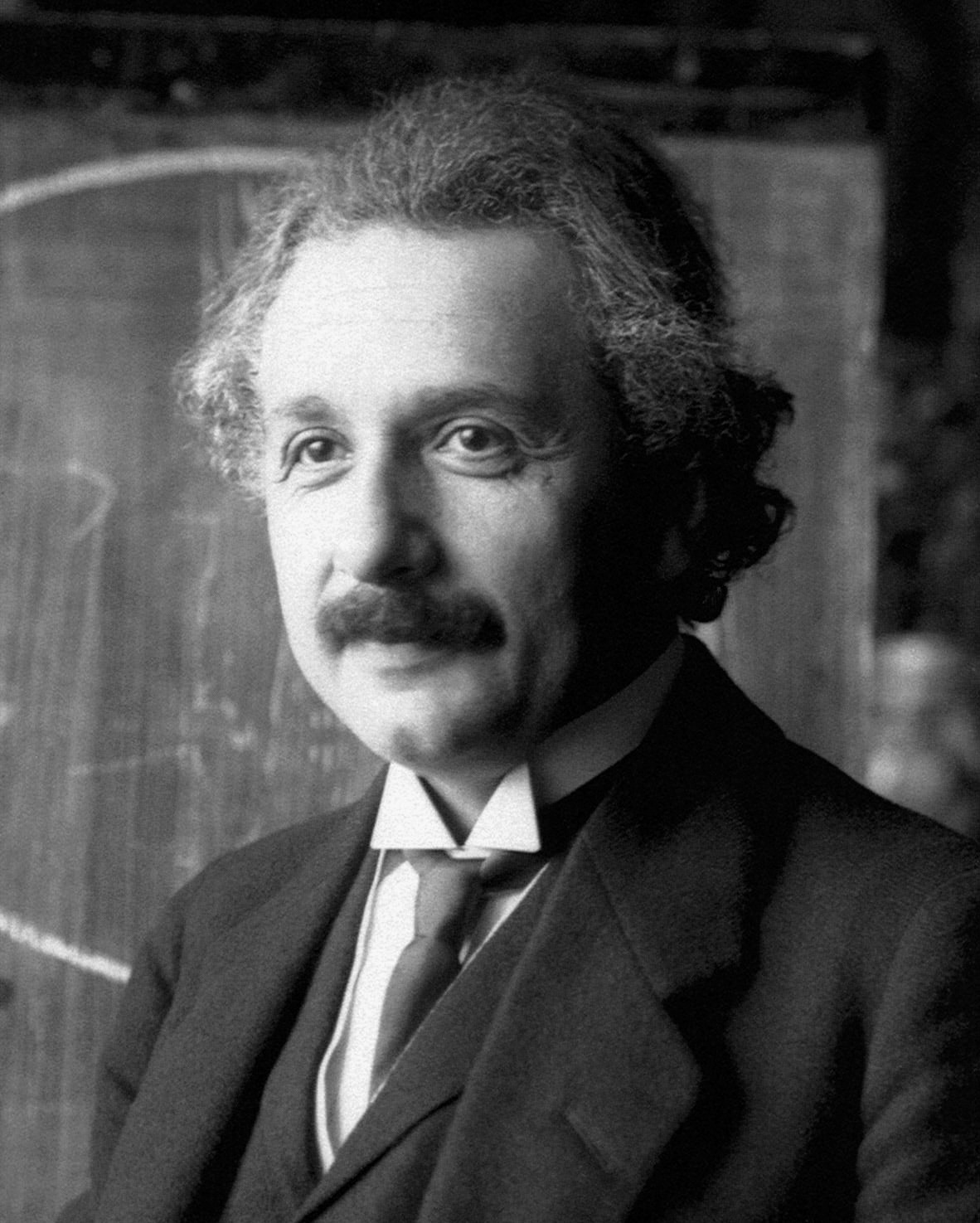
A・アインシュタイン 物理学者
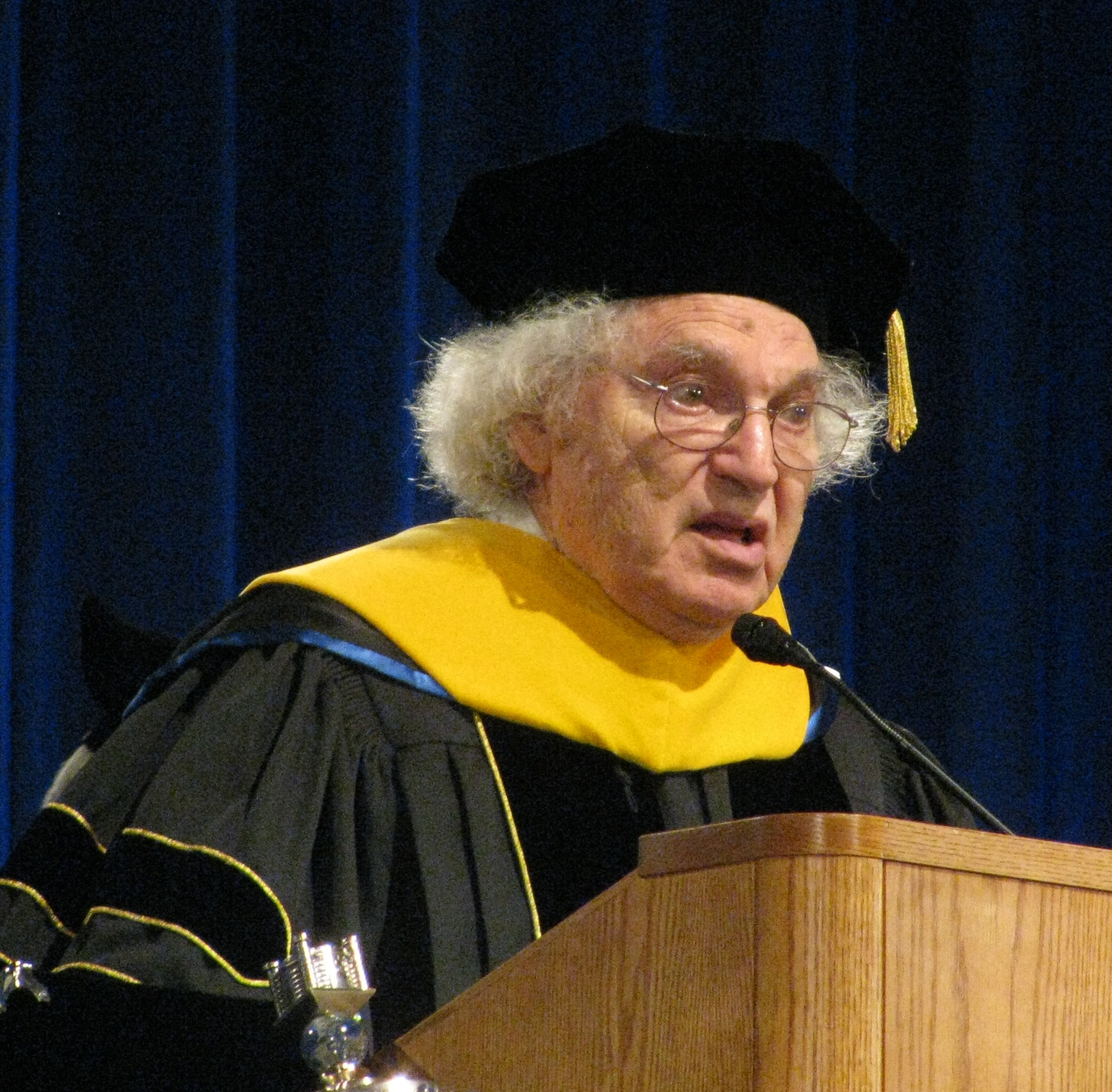
H・ハウプトマン 数学者
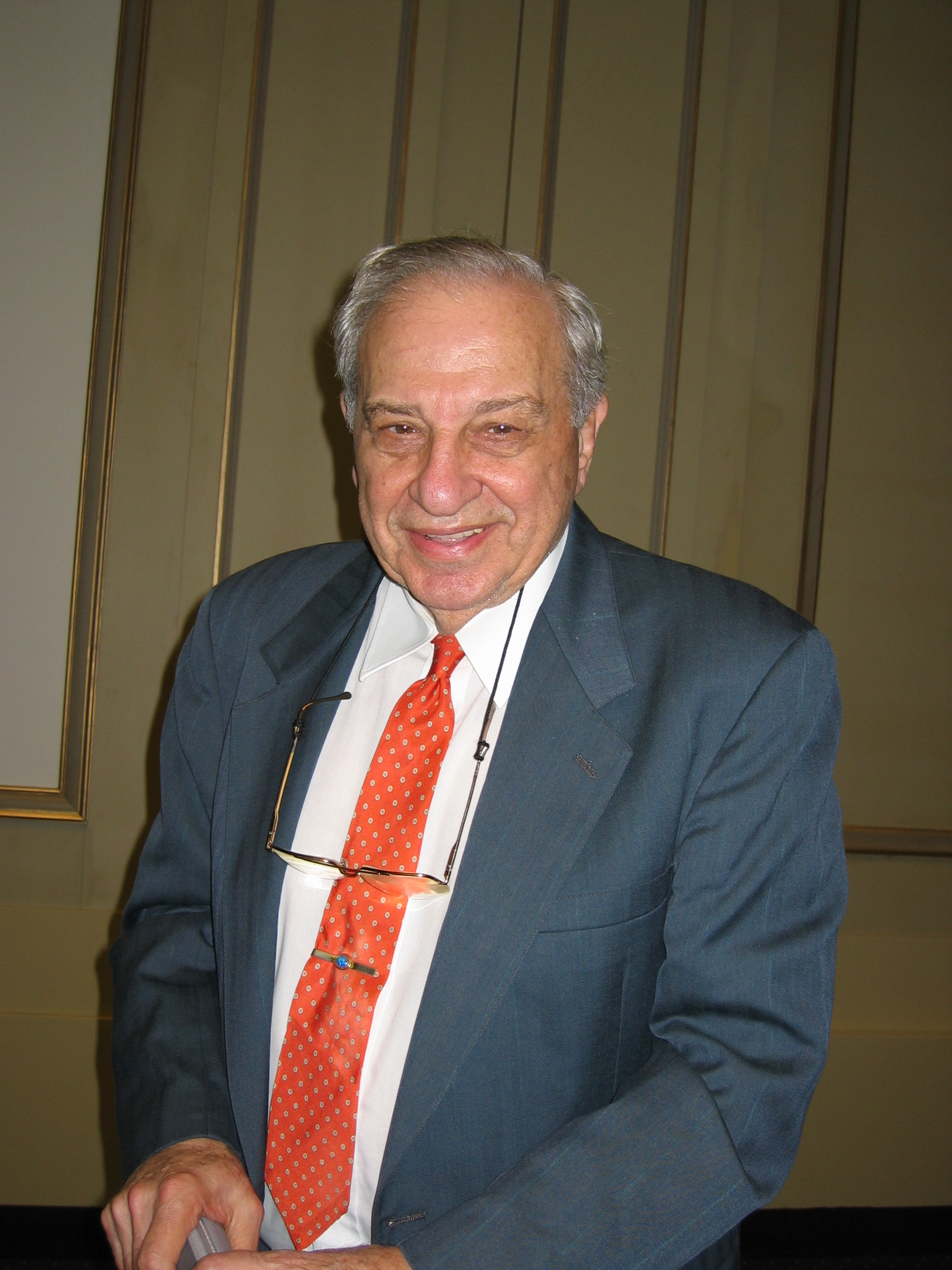
R・マーカス 化学者
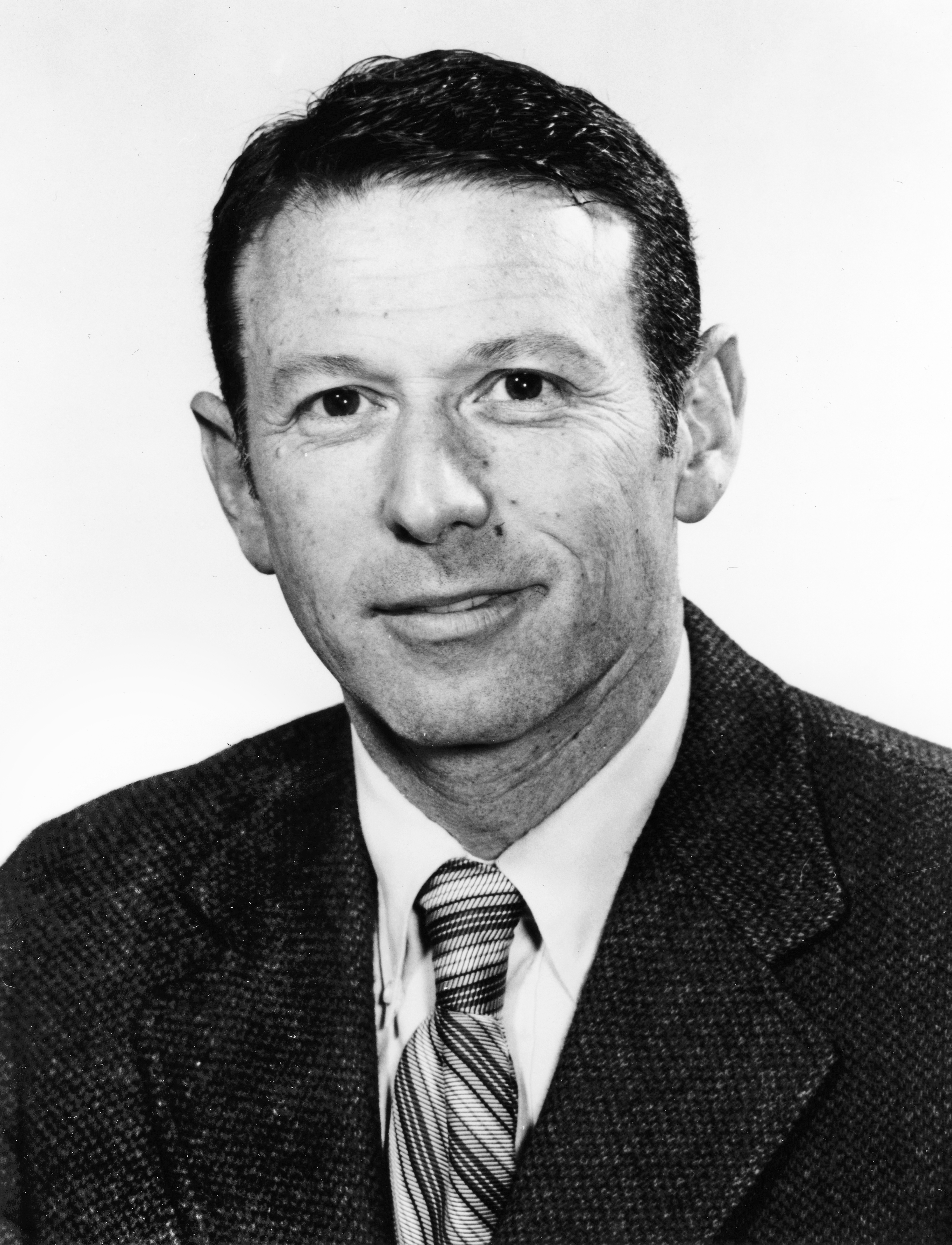
P・バーグ 生化学者
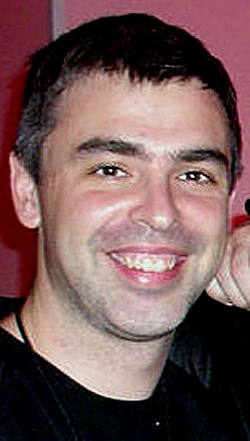
L・ペイジ Google創業者
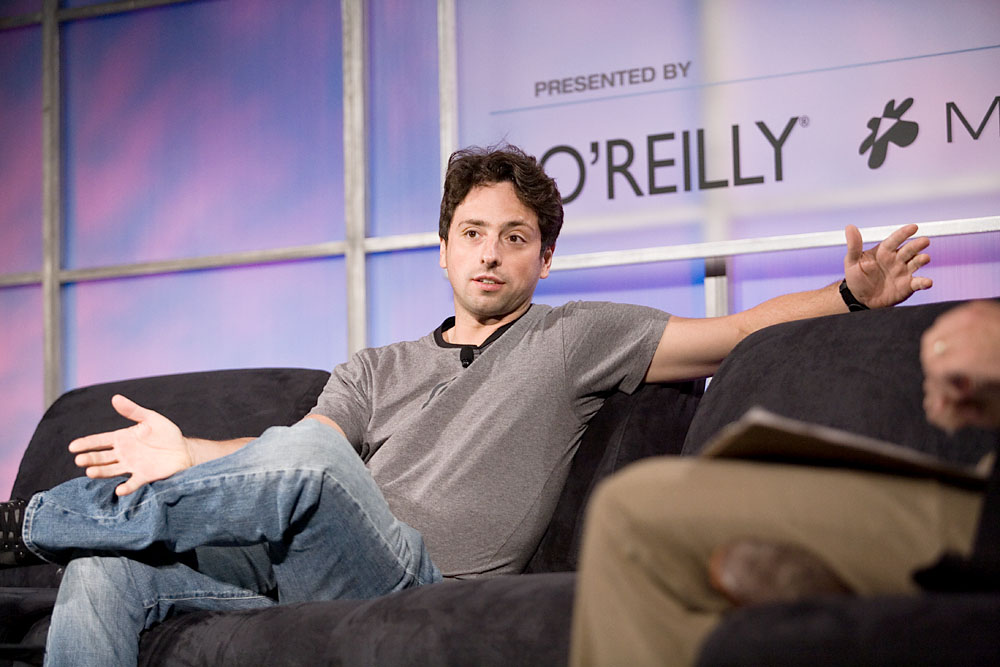
S・ブリン Google創業者
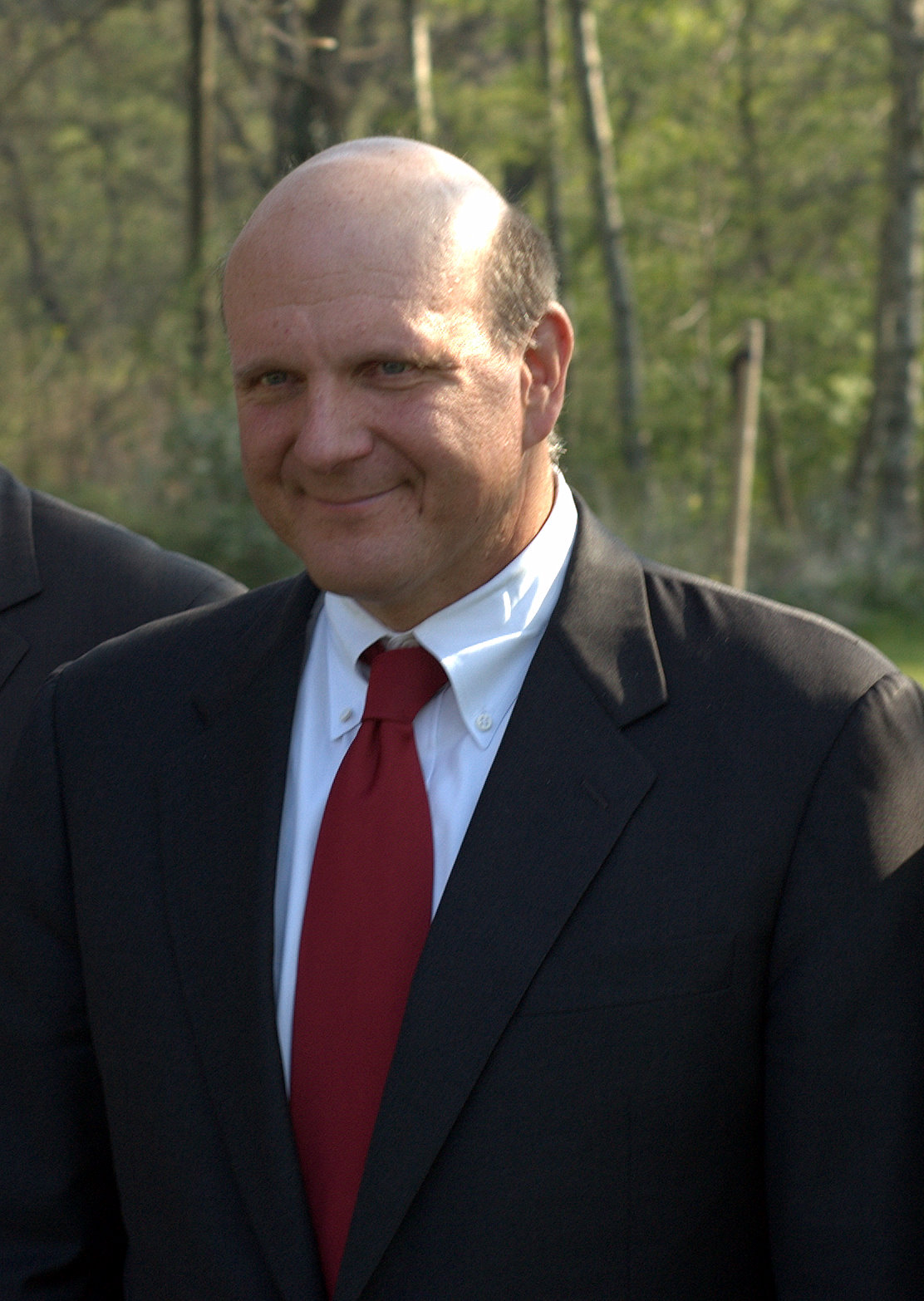
S・バルマー マイクロソフトCEO
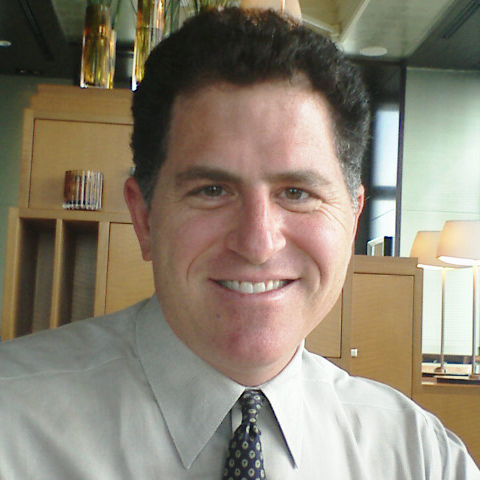
M・デル Dell創業者・CEO
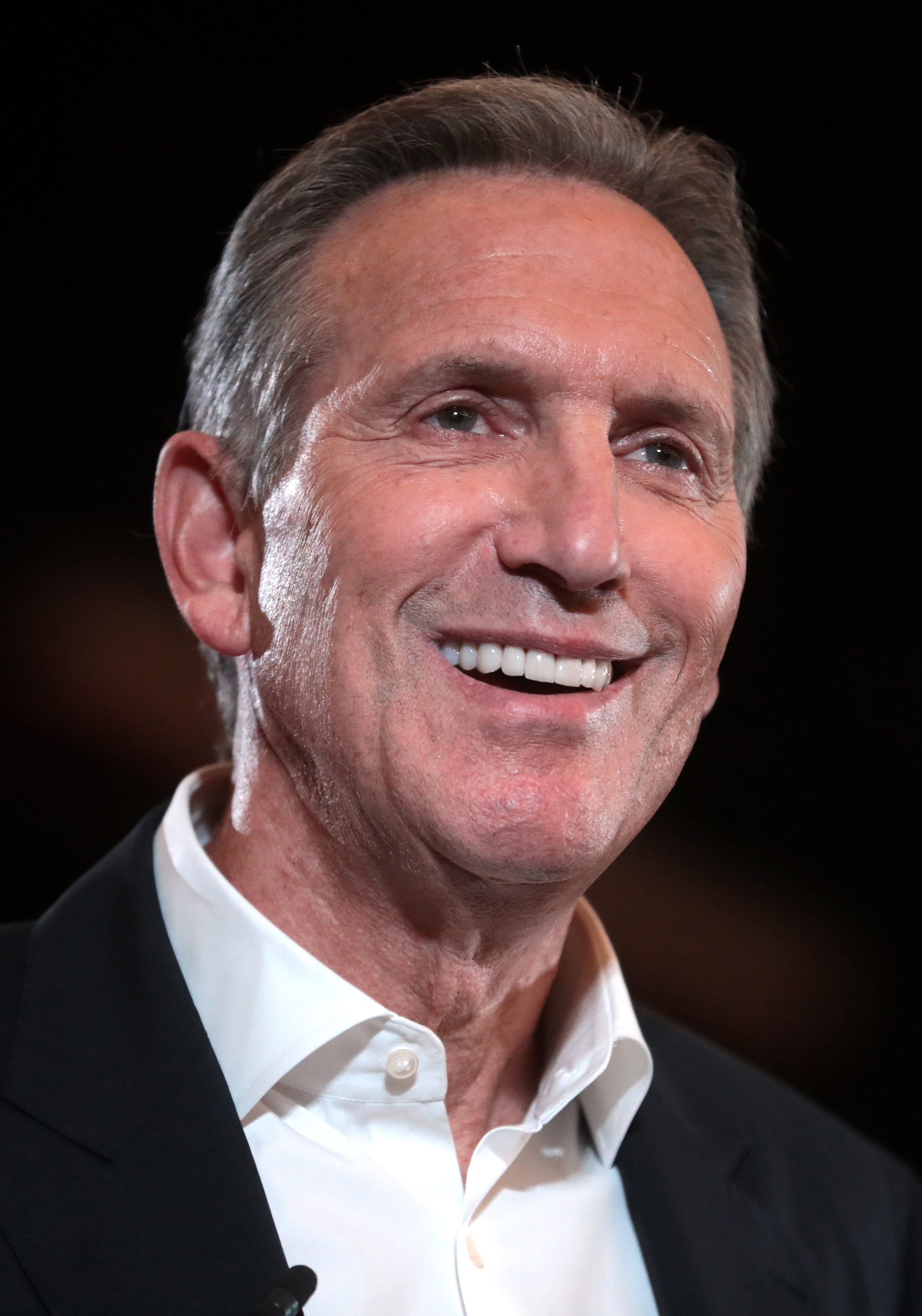
H・シュルツ スターバックスCEO
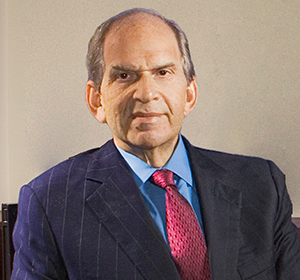
B・ワッサースタイン 投資家
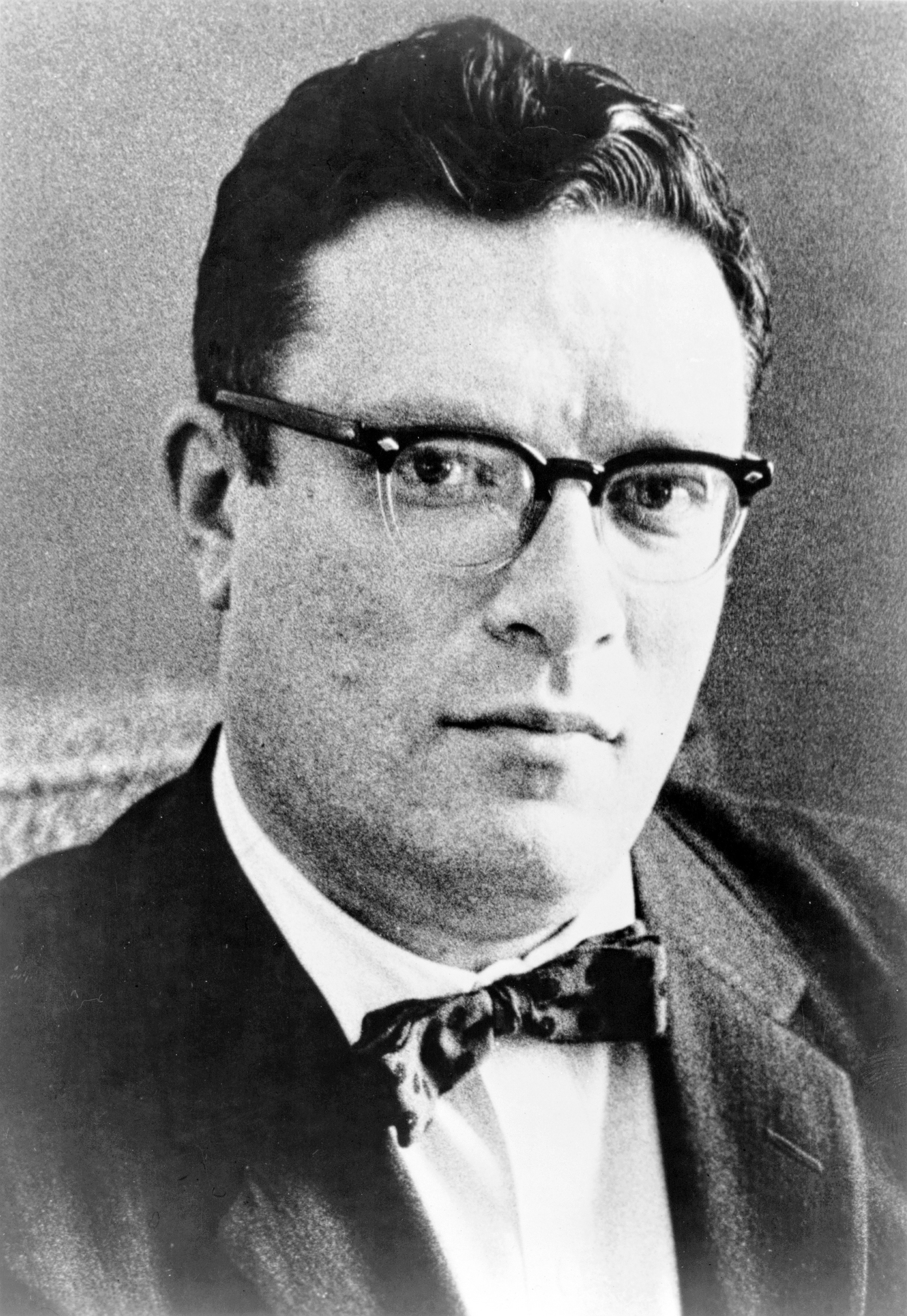
I・アシモフ 作家
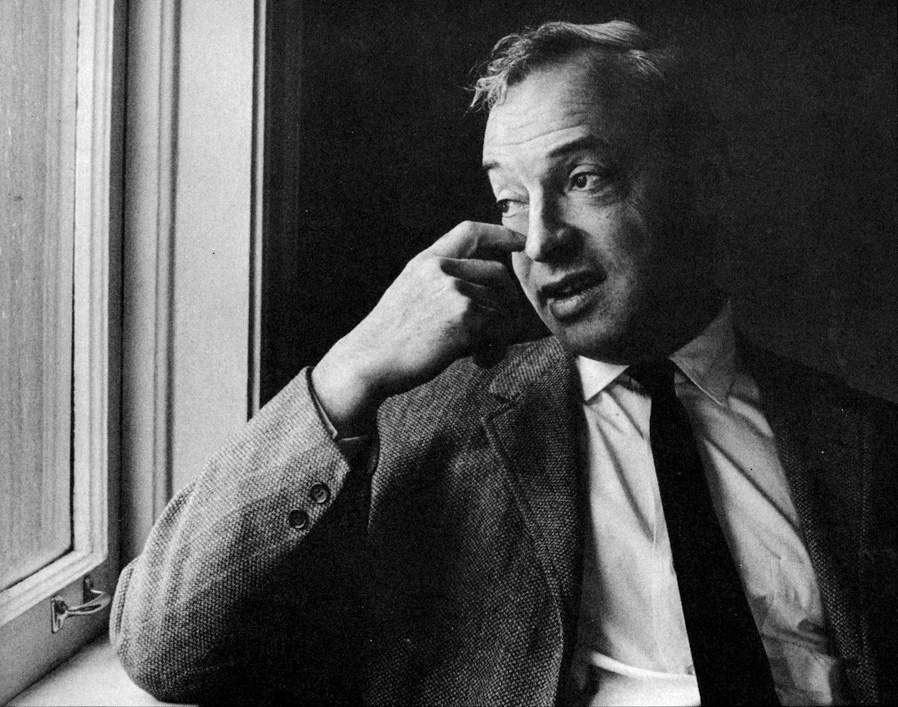
S・ベロー 作家
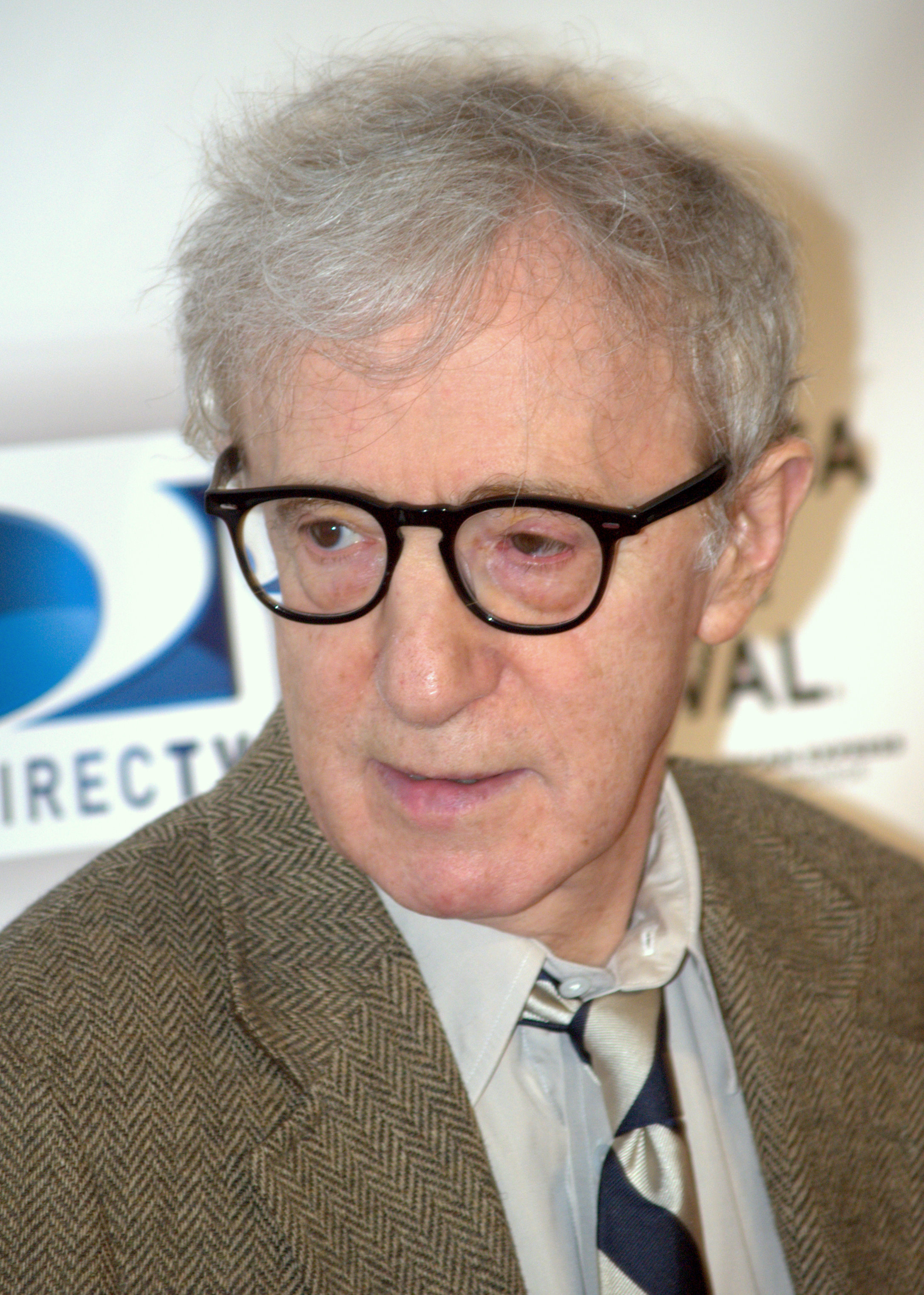
W・アレン 男優
S・キューブリック 映画監督
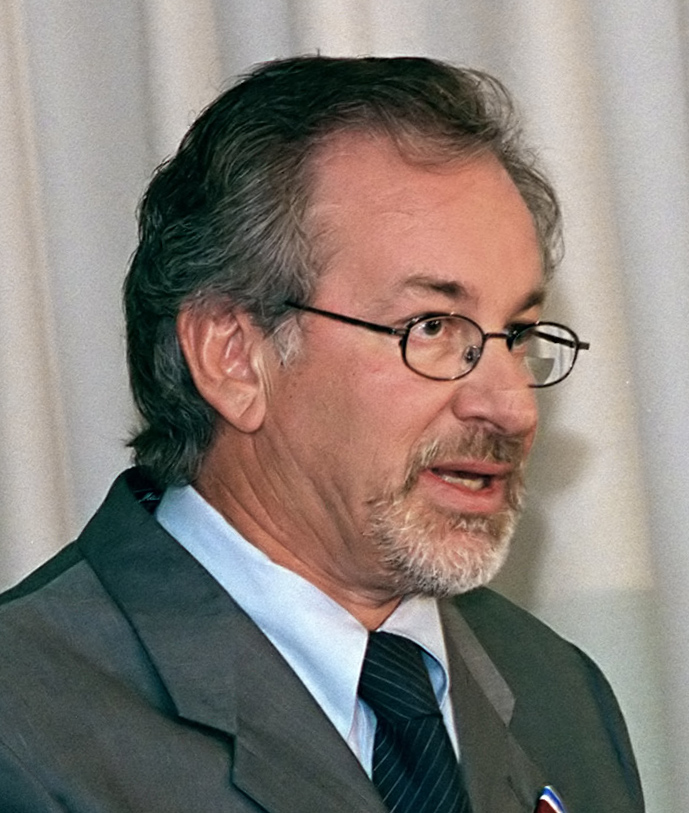
S・スピルバーグ 映画監督
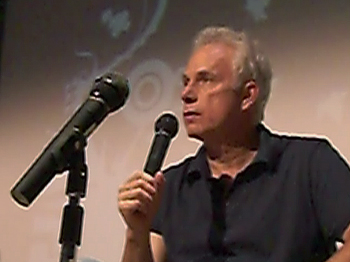
クリストファー・ゲスト 映画監督
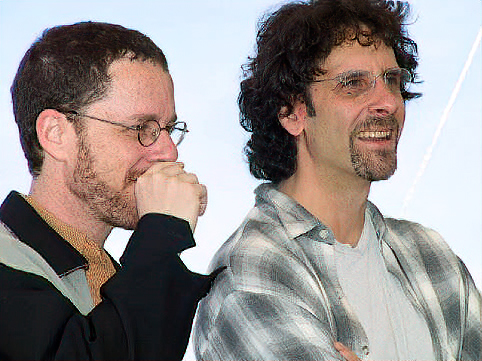
コーエン兄弟 映画監督
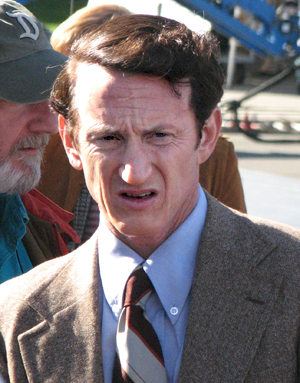
S・ペン 男優
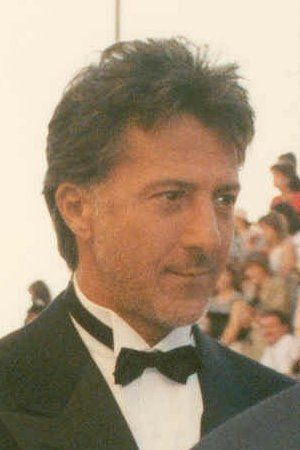
D・ホフマン 男優
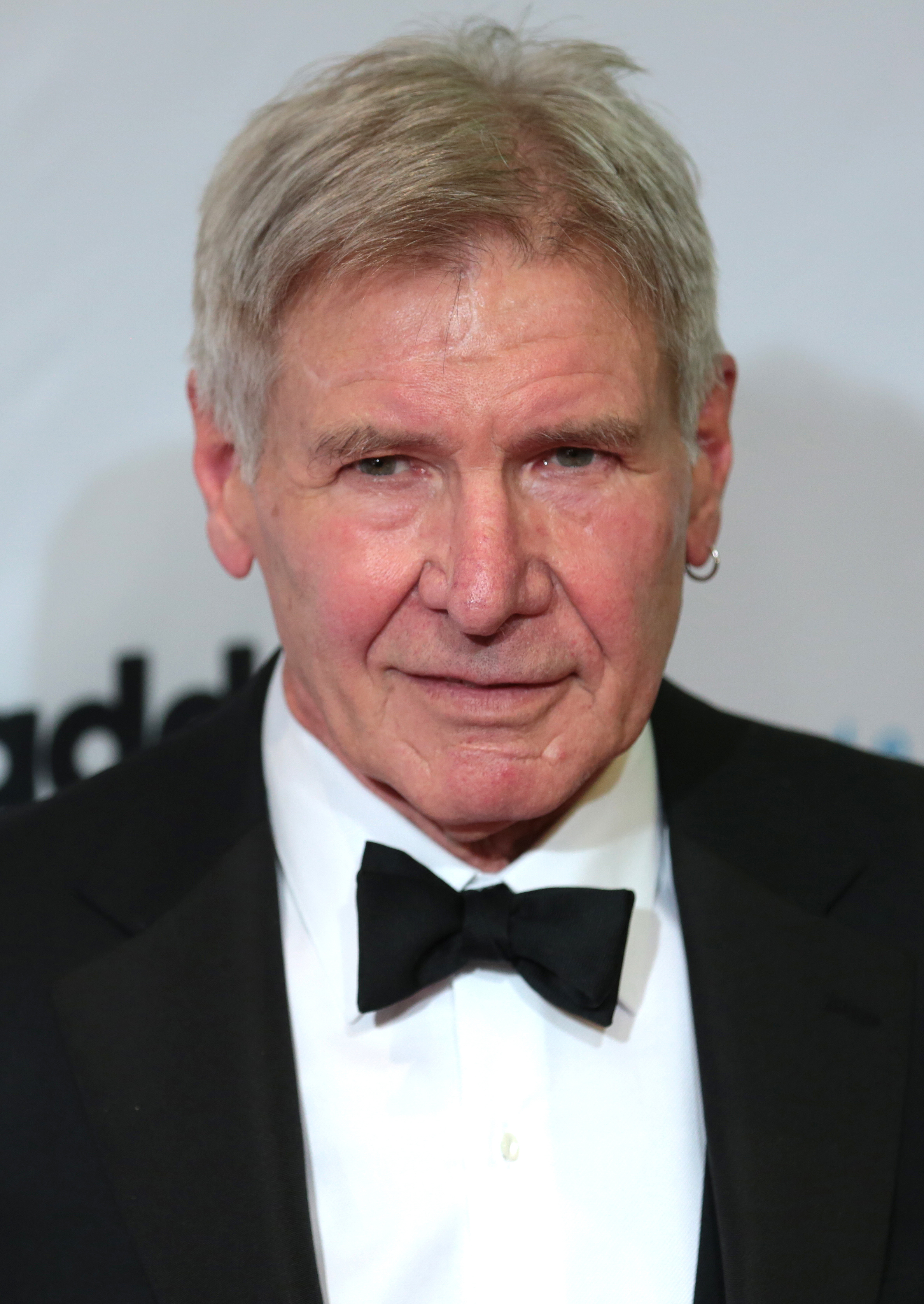
H・フォード 男優
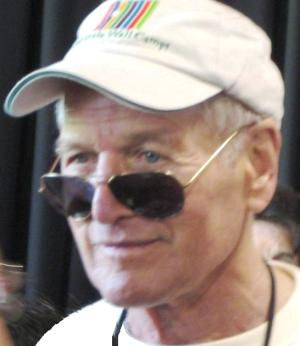
P・ニューマン 男優
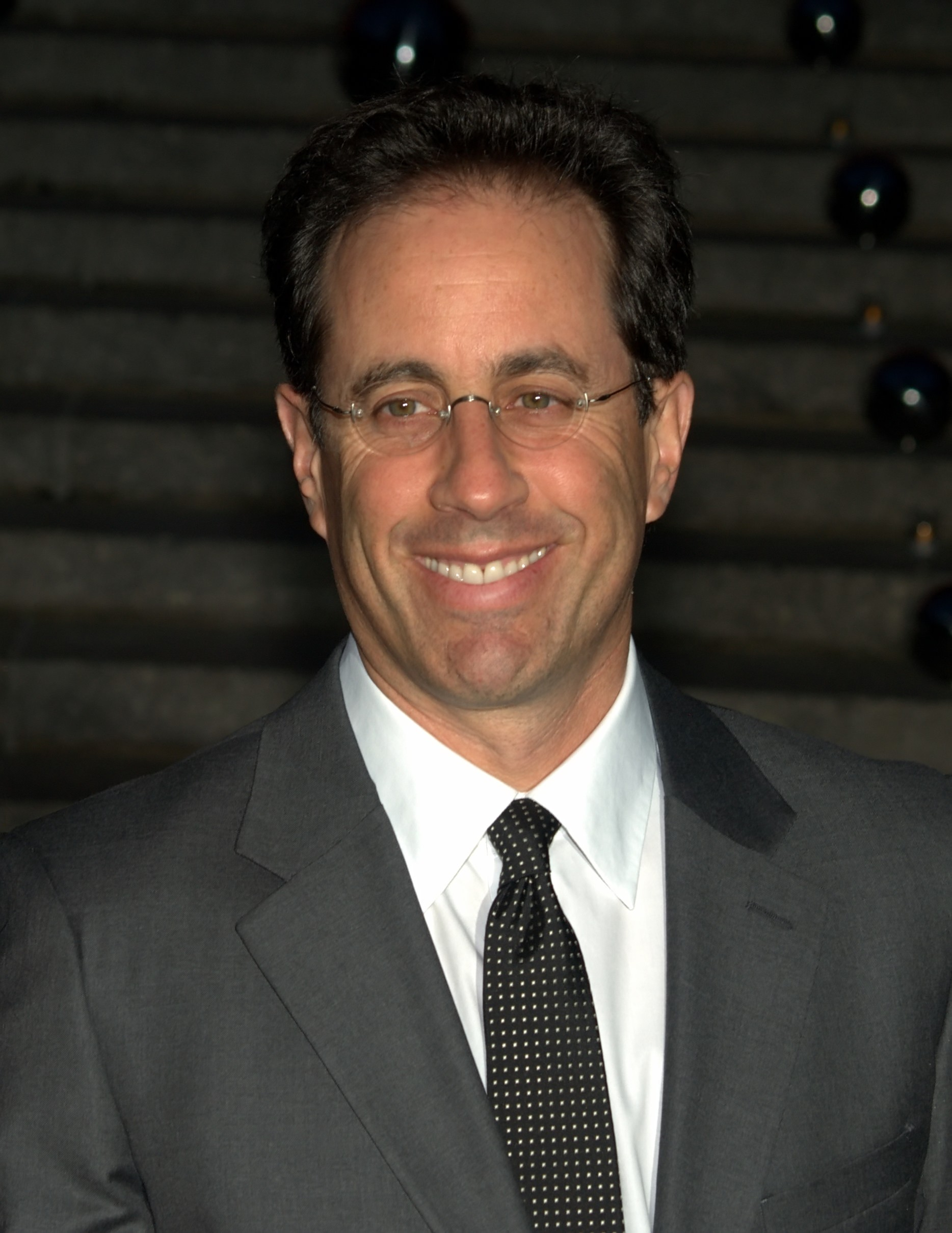
J・サインフェルド 男優
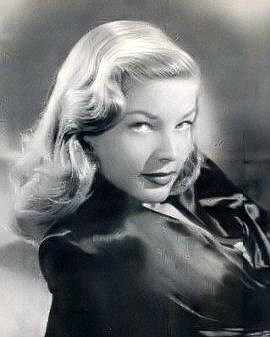
L・バコール 女優
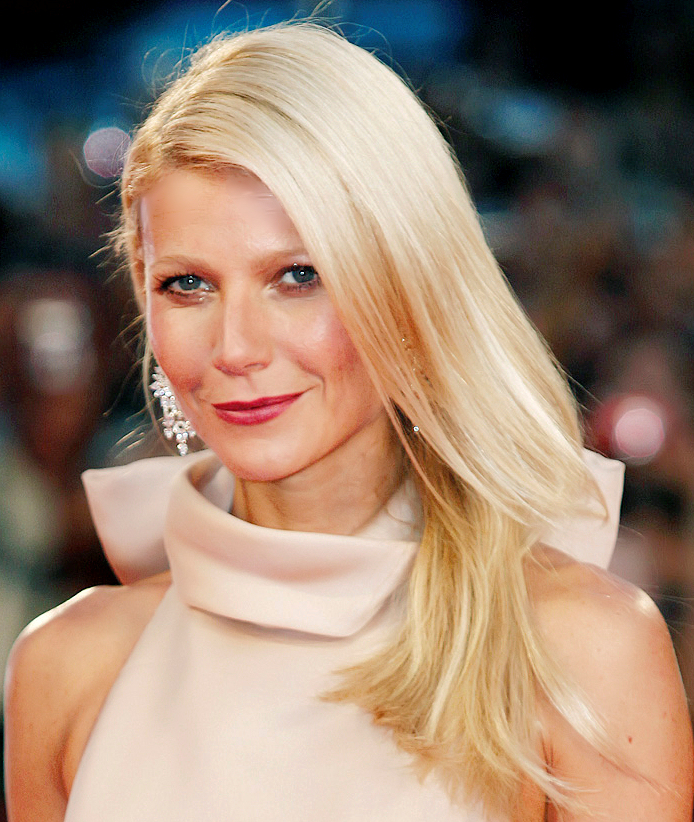
G・パルトロウ 女優
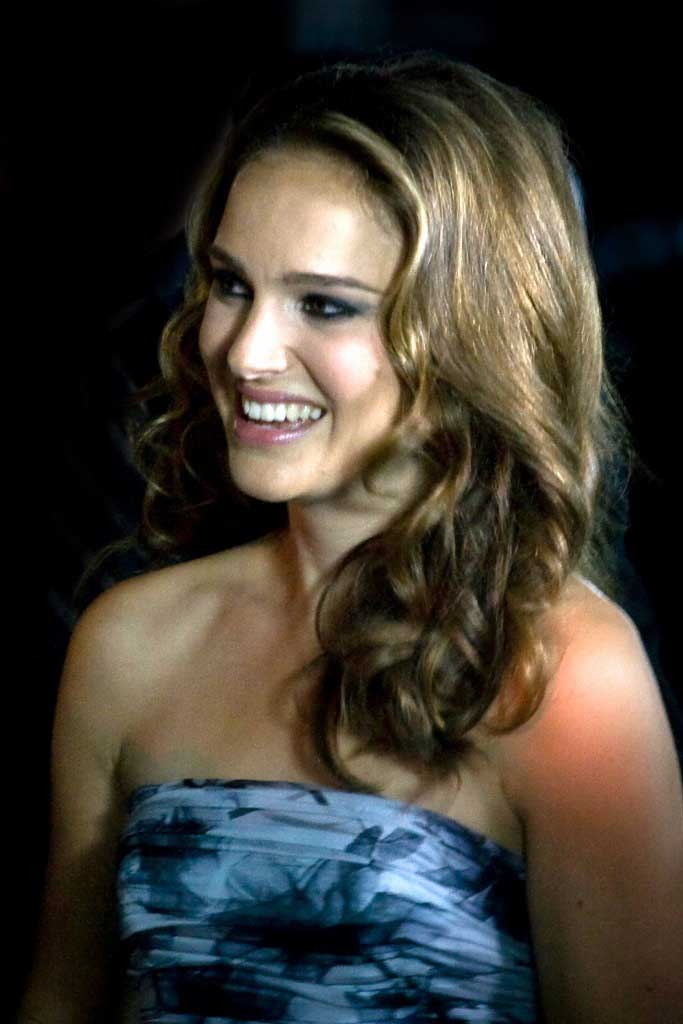
N・ポートマン 女優
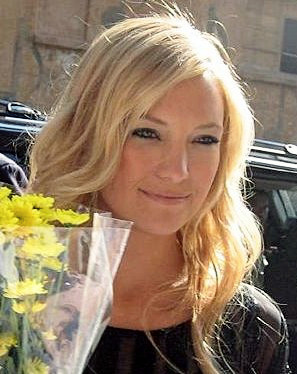
K・ハドソン 女優
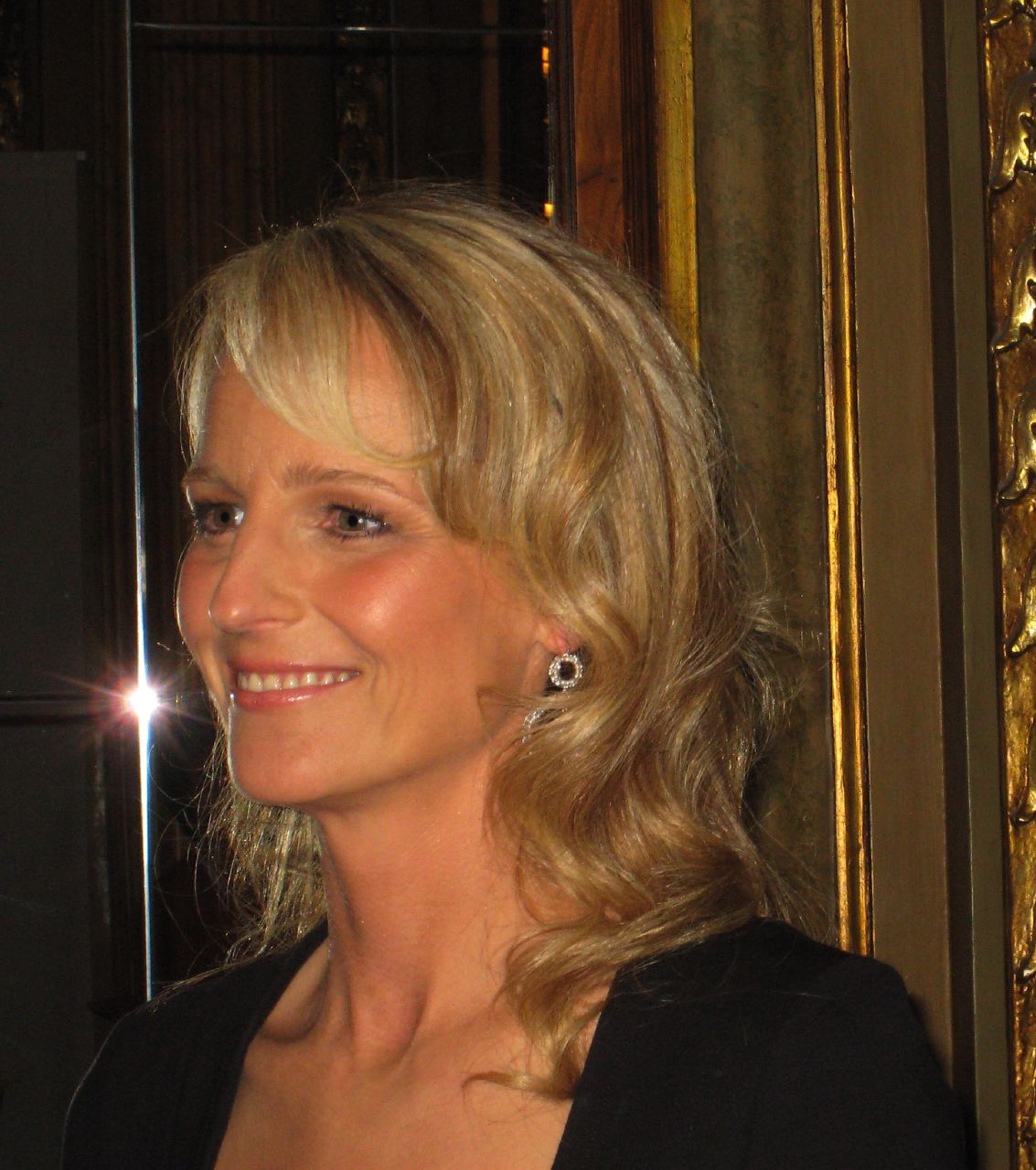
H・ハント 女優
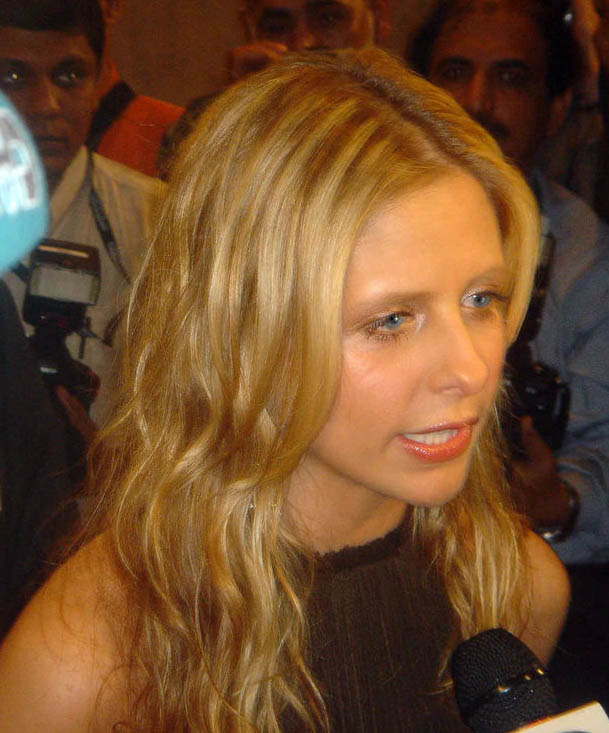
サラ・M・ゲラー 女優
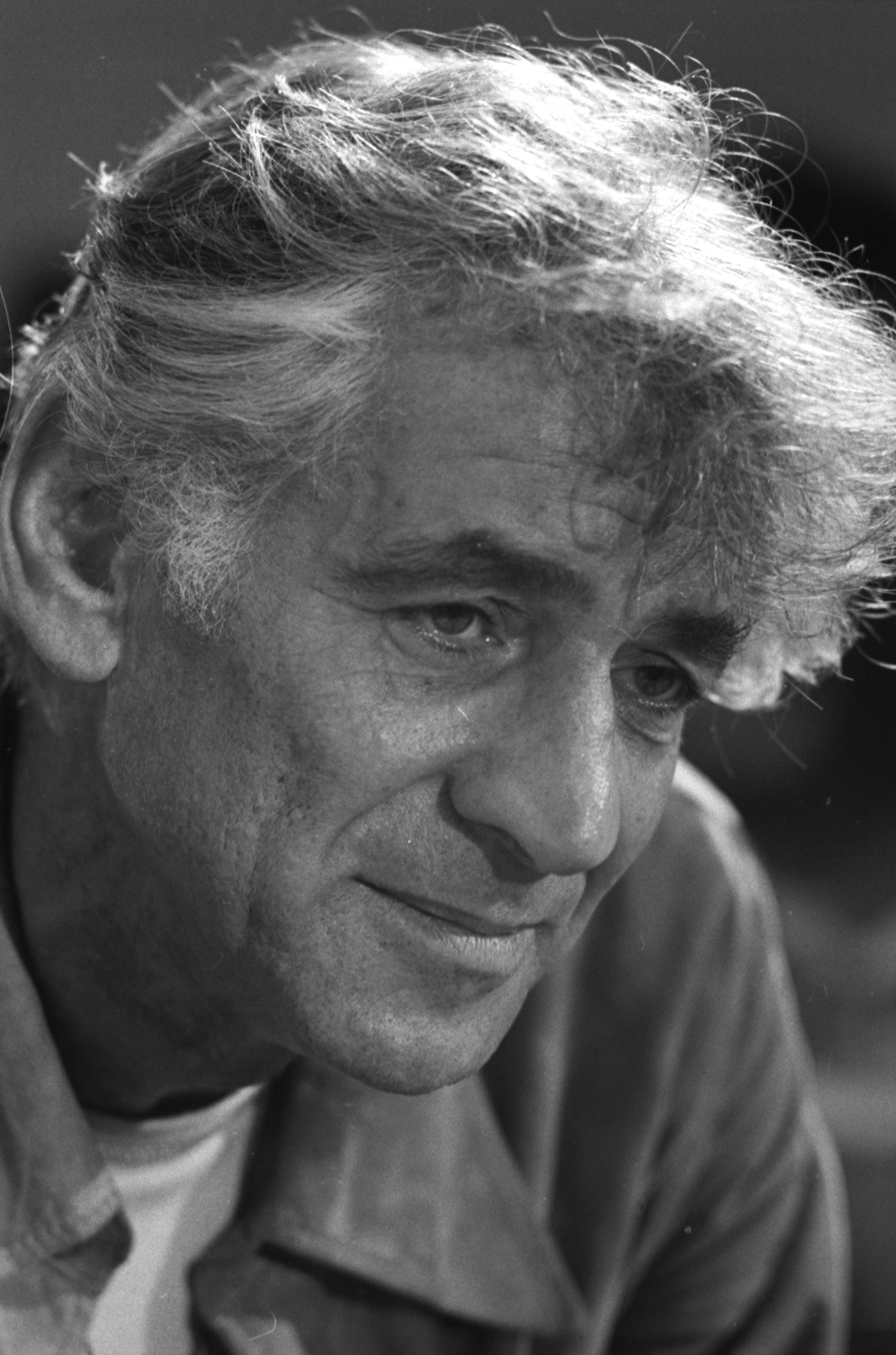
L・バーンスタイン 指揮者
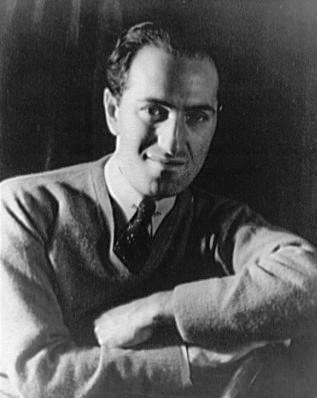
G・ガーシュウィン 作曲家
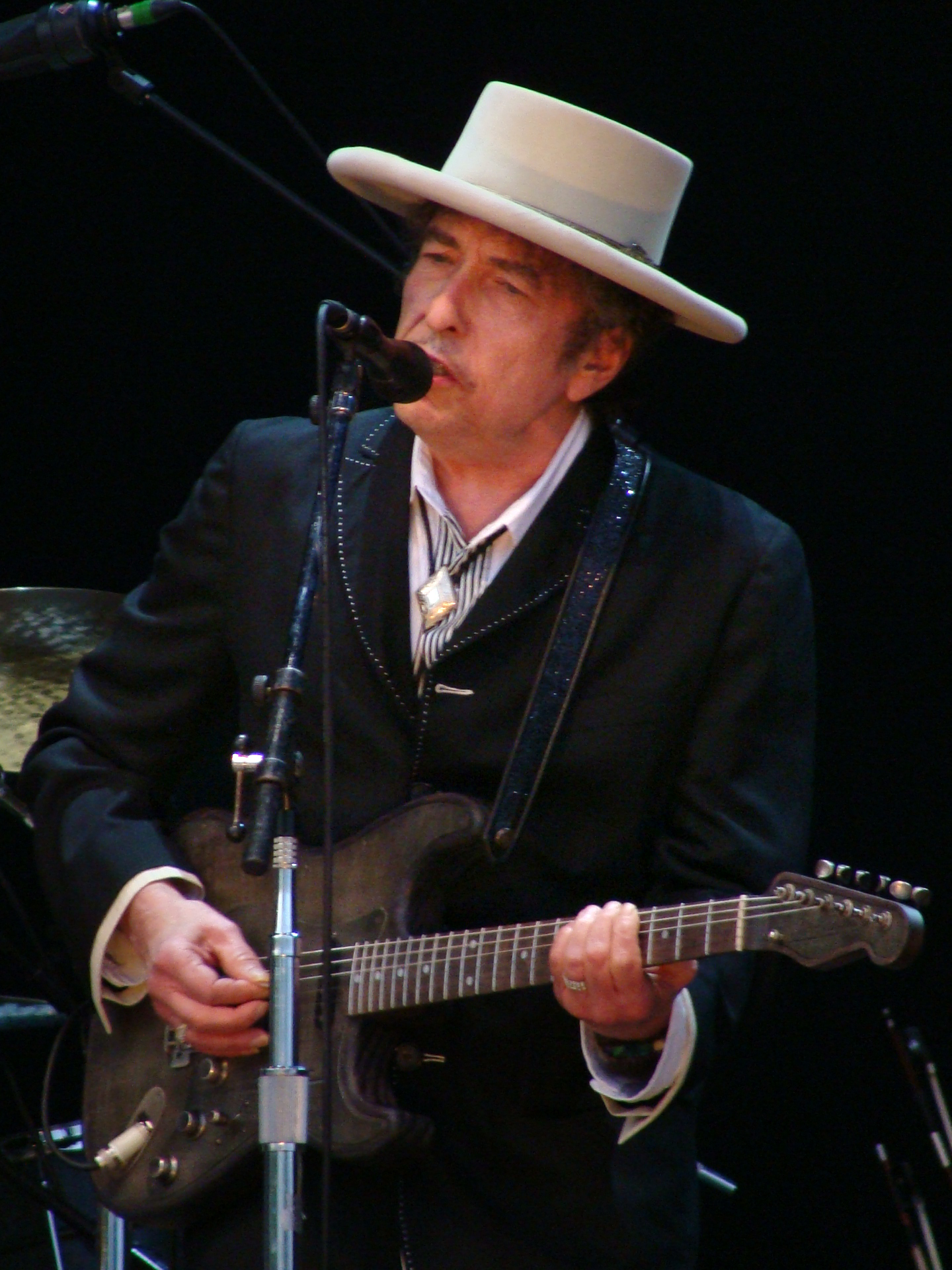
ボブ・ディラン ミュージシャン
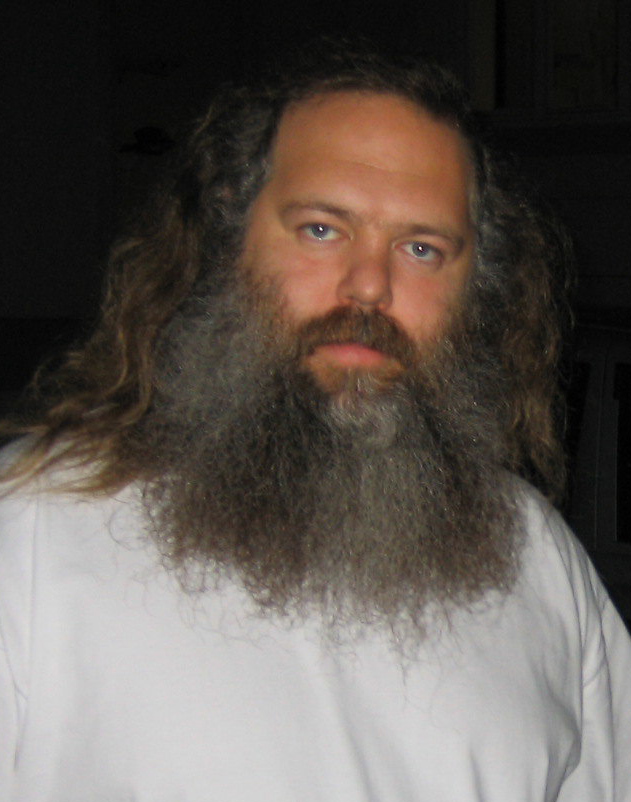
リック・ルービン 音楽プロデューサー
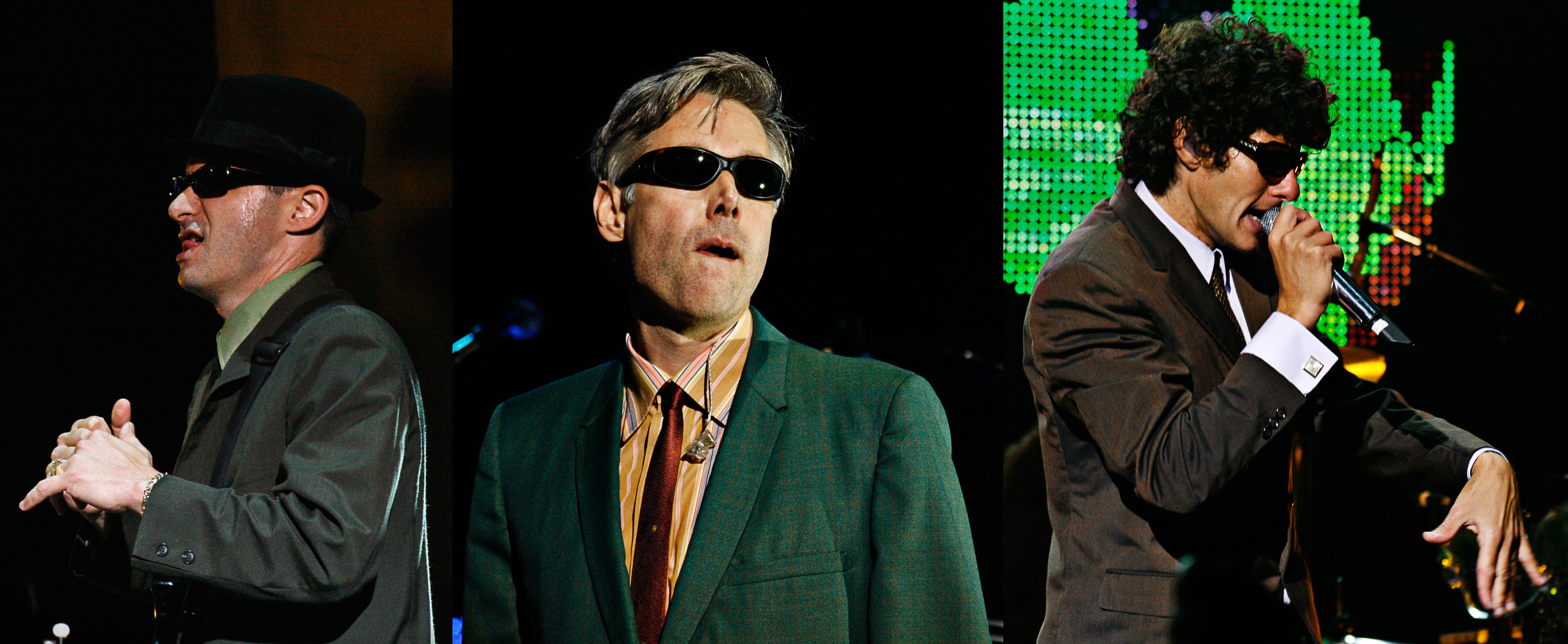
ビースティ・ボーイズ 音楽ユニット
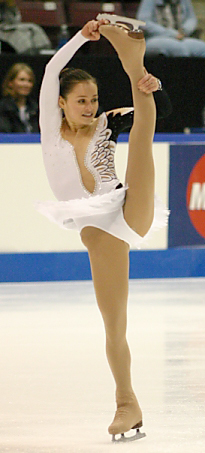
S・コーエン スケーター
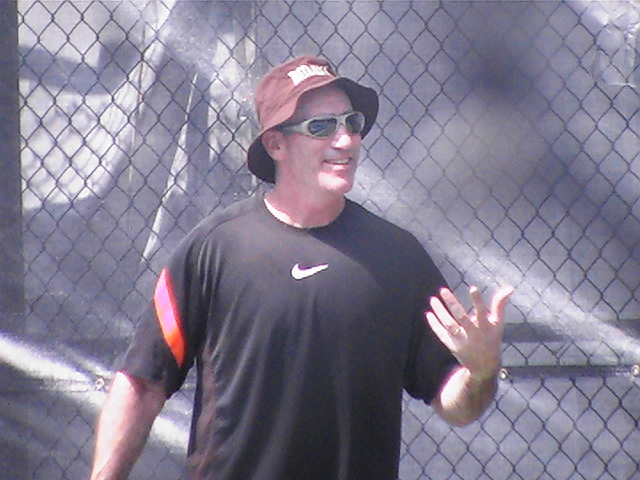
B・ギルバート 元テニス選手
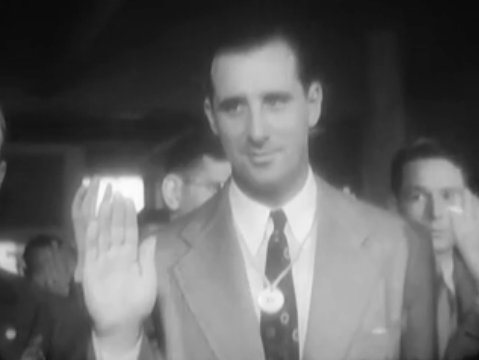
H・グリーンバーグ 野球選手
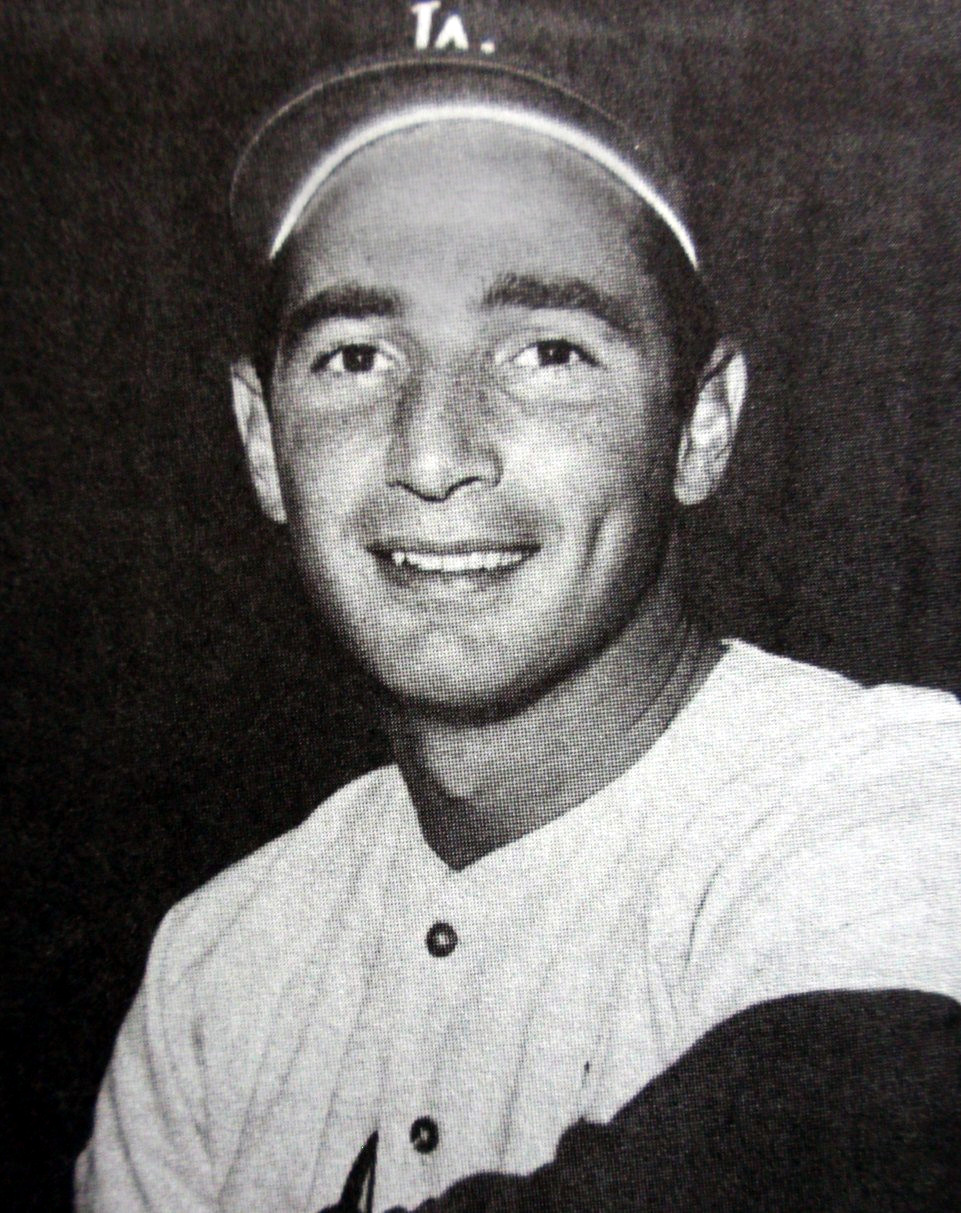
S・コーファックス 野球選手
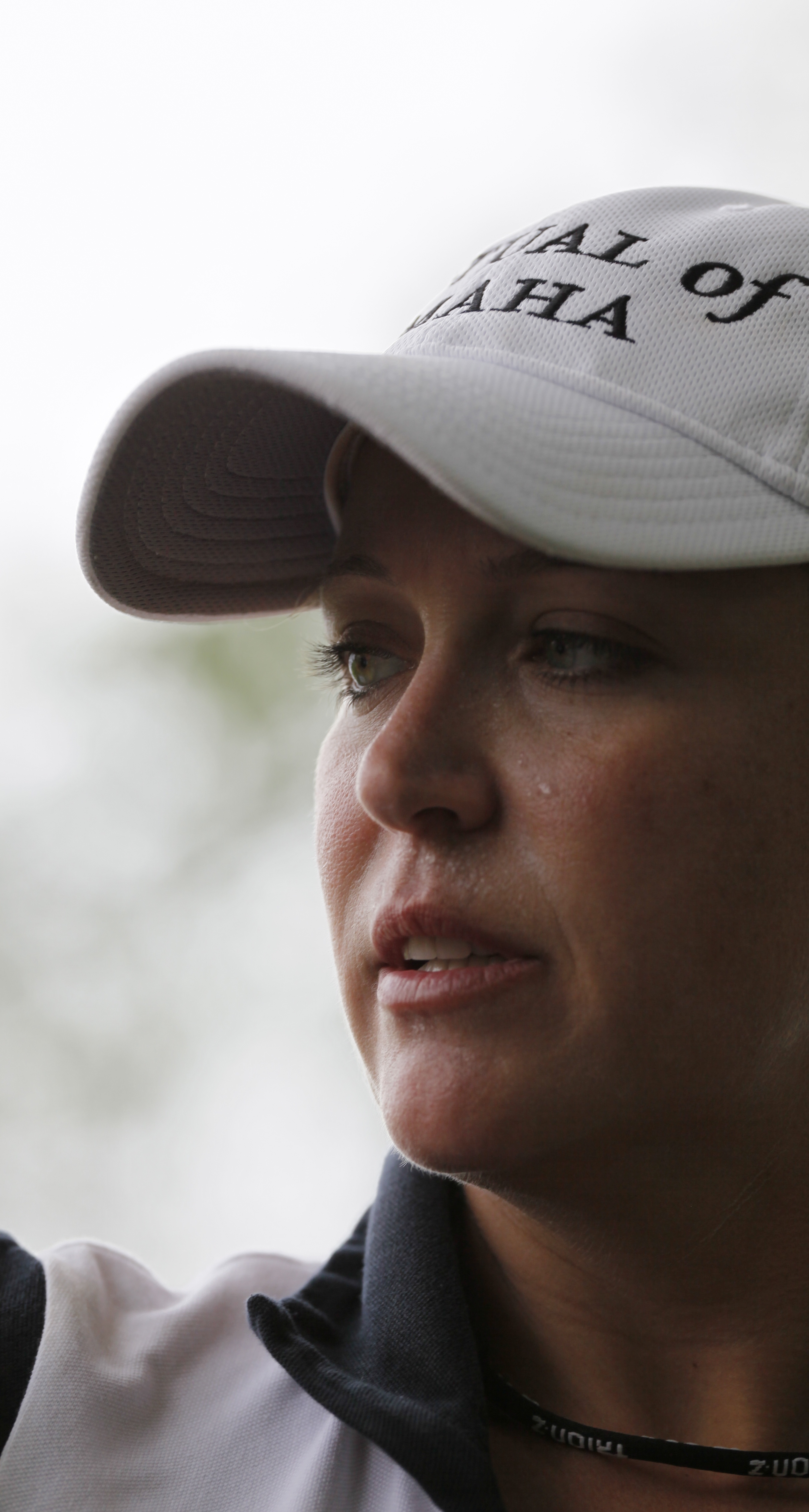
C・カー プロゴルファー
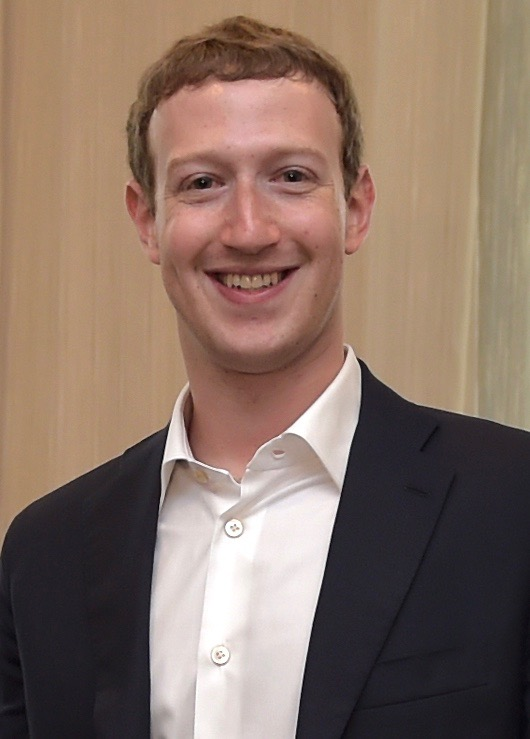
M・ザッカーバーグ Facebookの創始者
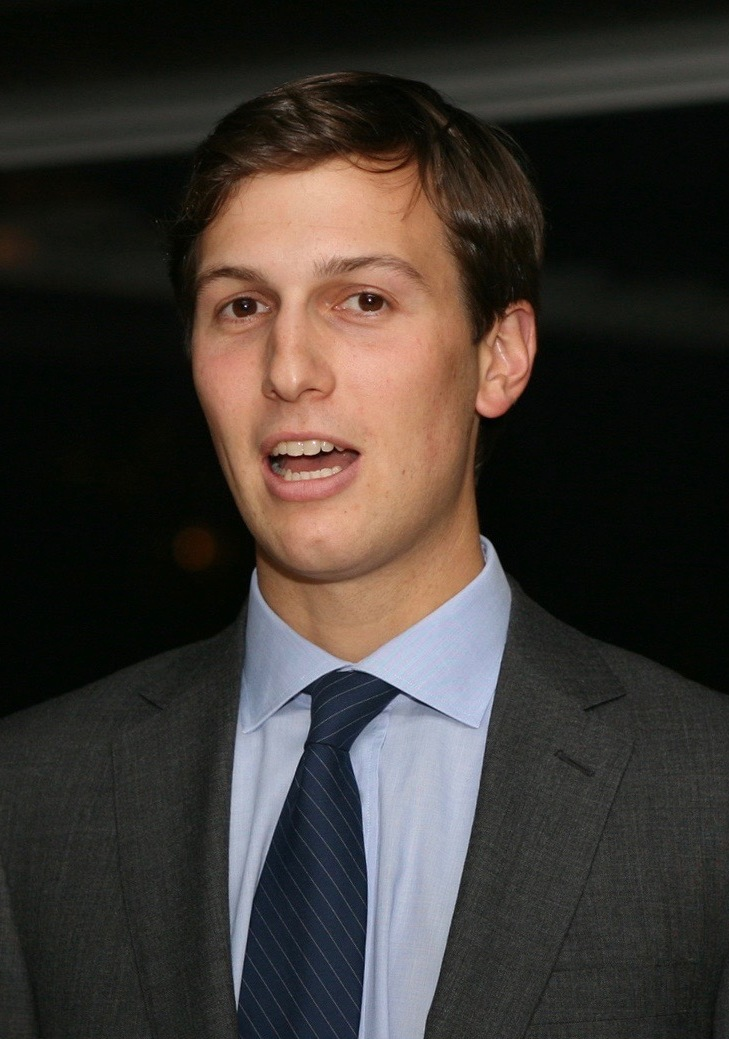
J・クシュナー 実業家・政治家